# Gardelegen
Gardelegen is een stad in de Duitse deelstaat Saksen-Anhalt, gelegen in de Landkreis Altmarkkreis Salzwedel. Gardelegen telde op de peildatum van de meest recente statistiek 22.154 inwoners. De gemeente is na Berlijn en Hamburg in oppervlakte de grootste van Duitsland.

## Indeling gemeente

Situering van de plaatsen in de gemeente Gardelegen
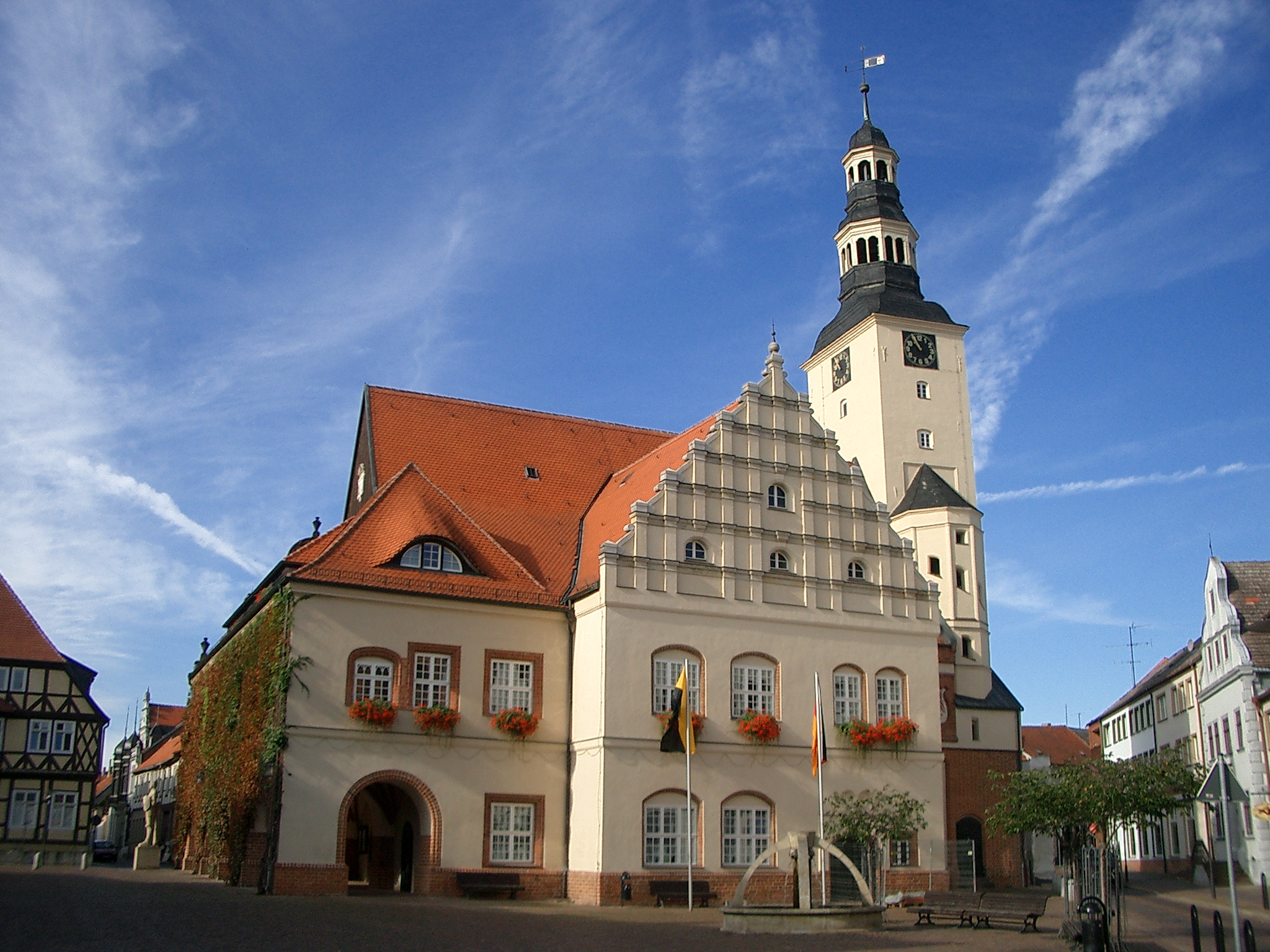
Stadhuis (1526-1552)

De gemeente bestond begin 2022 uit 50 Ortsteile. Dit zijn:
- Algenstedt, Ortschaft (181)
- Berge, Ortschaft (256)
  - Ackendorf (271), behorend tot de Ortschaft Berge
  - Laatzke (113)
- Breitenfeld, Ortschaft (145)
- Dannefeld, Ortschaft (297)
  - Kahnstieg (20)
- Estedt, Ortschaft (353)
- Gardelegen-stad (9.895), exclusief de bestuurlijk tot de stad zelf gerekende Ortsteile:
  - Ipse (117), 3½ km ten zuiden van het stadscentrum, met een bezienswaardig kerkje
  - Lindenthal (58), 2½ km ten zuidoosten van het stadscentrum, in een wandelbos
  - Weteritz (179), 4½ km ten zuidwesten van het stadscentrum, landgoeddorp met park
  - Zienau (158), vlakbij Lindenthal
  - Ziepel (62), 3 km ten zuiden van het stadscentrum
- Hemstedt, Ortschaft (184)
  - Lüffingen (130)
- Hottendorf, Ortschaft (229)
- Jävenitz, Ortschaft (894)
- Jeggau, Ortschaft (195)
  - Eigenthum (18)
- Jerchel, Ortschaft (300)
- Jeseritz, Ortschaft (241)
- Kassieck (170)
- Kloster Neuendorf, Ortschaft (394)
- Köckte, Ortschaft (350)
- Letzlingen, Ortschaft (1.410)
  - Theerhütte (41)
- Lindstedt, Ortschaft (316)
  - Lindstedterhorst (75)
  - Wollenhagen (71)
- Mieste, Ortschaft, (1.904) 14 km ZW
  - Wernitz (214)
- Miesterhorst, Ortschaft (605)
  - Taterberg (16)
- Peckfitz, Ortschaft (133)
- Potzehne, Ortschaft (169)
  - Parleib (60)
- Roxförde, Ortschaft (203)
- Sachau, Ortschaft (123)
- Schenkenhorst, Ortschaft (138)
- Seethen, Ortschaft (137)
- Sichau, Ortschaft (98)
  - Siems (83)
  - Tarnefitz (64)
- Solpke, Ortschaft (506)
- Trüstedt, Ortschaft (91); gelegen ten noorden van Jävenitz
- Wannefeld, Ortschaft (203)
  - Polvitz (39)
- Wiepke (met Rothekrug en Wiebeck), Ortschaft (224)
- Zichtau, Ortschaft (206).

Tussen haakjes het aantal inwoners begin 2022 volgens boven aangehaalde webpagina van de gemeente. Totaal gehele gemeente Gardelegen: 22.339 personen.
De 29 plaatsen Algenstedt, Berge, Breitenfeld, Dannefeld, Estedt, Hemstedt, Hottendorf, Jävenitz, Jeggau, Jerchel, Jeseritz, Kloster Neuendorf, Köckte, Letzlingen, Lindstedt, Mieste, Miesterhorst, Peckfitz, Potzehne, Roxförde, Sachau, Schenkenhorst, Seethen, Sichau, Solpke, Trüstedt, Wannefeld, Wiepke en Zichtau hebben volgens de hoofdgemeenteverordening (Hauptsatzung) de status van Ortschaft, en dus een eigen afvaardiging in het gemeentebestuur.

## Geografie, infrastructuur

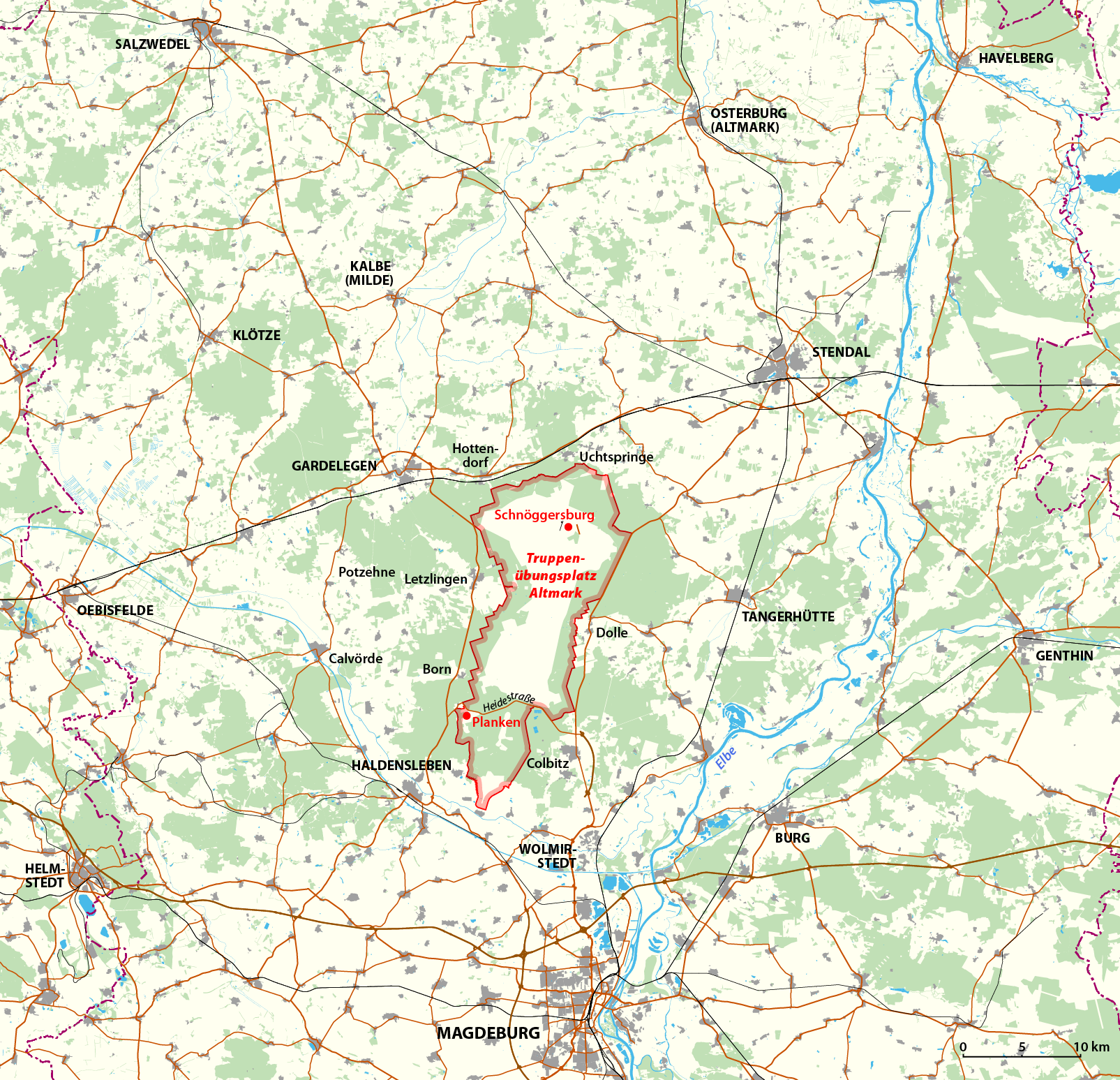
Ligging militair oefenterrein
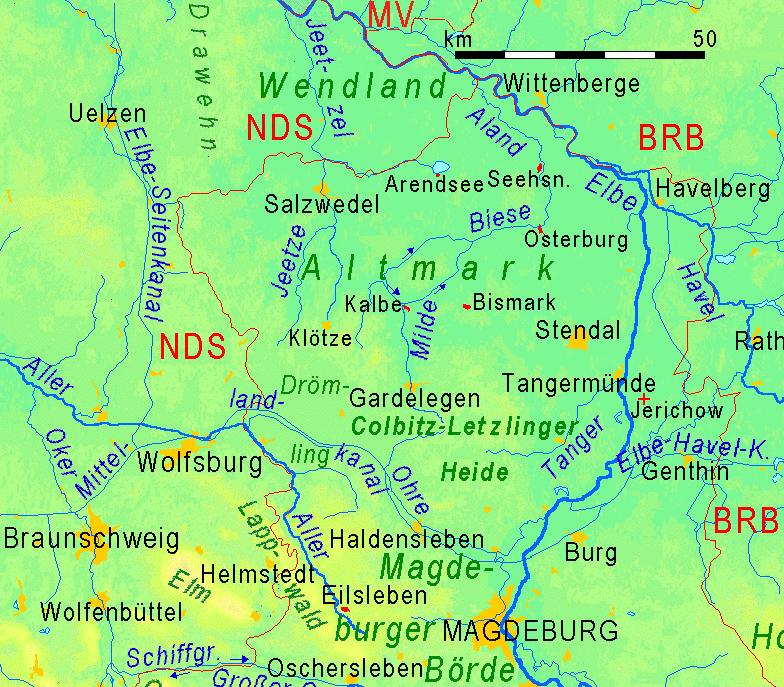
De ligging van de Altmark

De gemeente ligt in een landstreek met de naam Altmark in het uiterste noordwesten van Saksen-Anhalt. De omgeving is in het westen venig laagland (o.a. het drassige laagveengebied Drömling), en lijkt in het zuidoosten veel op de Veluwe in Nederland; daar, op de Colbitz-Letzlinger Heide, die ten dele natuurgebied en ten dele militair oefenterrein is, zijn heuvels tot 100 meter hoog, en groeit heide en naaldbos. De landbouwgrond in de gemeente is slechts matig vruchtbaar.

### Aangrenzende gemeentes
- Klötze
- Kalbe, beide in de Altmarkkreis Salzwedel
- Bismark
- Stendal
- Tangerhütte, alle drie in de Landkreis Stendal
- Burgstall
- Westheide
- Calvörde
- Oebisfelde-Weferlingen, aan de grens met Nedersaksen, alle vier in de Landkreis Börde.

### Infrastructuur
Door de gemeente loopt de Bundesstraße 188 (oost<->west-verbinding). Onder andere door de dorpen Estedt en Letzlingen loopt de Bundesstraße 71. Deze twee wegen lopen noordelijk rondom Gardelegen-stad enige kilometers lang over een gemeenschappelijk tracé.
Aan de in 1871 geopende spoorlijn Berlijn - Lehrte liggen in de gemeente enkele stations en spoorweghaltes, waar doorgaans alleen de stoptreinen op dit traject stoppen, een keer per uur in beide richtingen. Van west naar oost zijn dit Miesterhorst, Mieste, Solpke, Gardelegen en Jävenitz. Hoe uitgestrekt de gemeente is, blijkt uit het feit, dat de halte Miesterhorst 20 km ten westen van Station Gardelegen ligt, en de halte Jävenitz 6 km ten oosten daarvan. Station Gardelegen ligt 44 km ten oosten van Wolfsburg Hauptbahnhof en 137 km ten westen van Berlin Hauptbahnhof. In Gardelegen stoppen ook de treinen van de spoorlijn Berlijn - Oebisfelde, een parallel aan de lijn Berlijn-Lehrte lopende hogesnelheidslijn.
In het verleden (van 1911-1951) bestond ook een spoorlijntje tussen Gardelegen en Haldensleben. Het traject Gardelegen-Letzlingen was nog tot 1971 voor reizigersverkeer in gebruik, en voor goederentreinen tot 1993, werd daarna gesloten, maar sinds 2002 rijden af en toe weer militaire treinen van de Bundeswehr tussen Gardelegen en Letzlingen.
Een snelbuslijn Maagdenburg-Salzwedel doet Gardelegen aan.
Ruim 2 km ten westen van Gardelegen ligt een klein vliegveld, bedoeld voor de zweefvliegsport. Het heeft alleen een graspiste.
Een 232 km2 groot militair oefenterrein is gesitueerd in het bos- en heidegebied Colbitz-Letzlinger Heide, grotendeels gelegen in de gemeentes Gardelegen en Stendal. Zie ook onder Uchtspringe.

## Economie
Belangrijkste werkgever in de gemeente is de Bundeswehr vanwege de militaire faciliteiten alhier.
Aan de noord- en oostkant van de stad liggen uitgestrekte bedrijventerreinen, die grotendeels in gebruik zijn bij meubelzaken, garages, bouwbedrijven en andere ondernemingen, die als midden- en kleinbedrijf van lokale of hooguit regionale betekenis kunnen worden beschouwd. Nog iets verder oostelijk staat een glasfabriek. Ook een Poolse fabrikant van kunststof auto-onderdelen e.d. heeft te Gardelegen een productielocatie.
Het natuurschoon in de omgeving, de historische oude binnenstad en ook de gedenktekens van de Tweede Wereldoorlog trekken enig toerisme aan.

## Geschiedenis

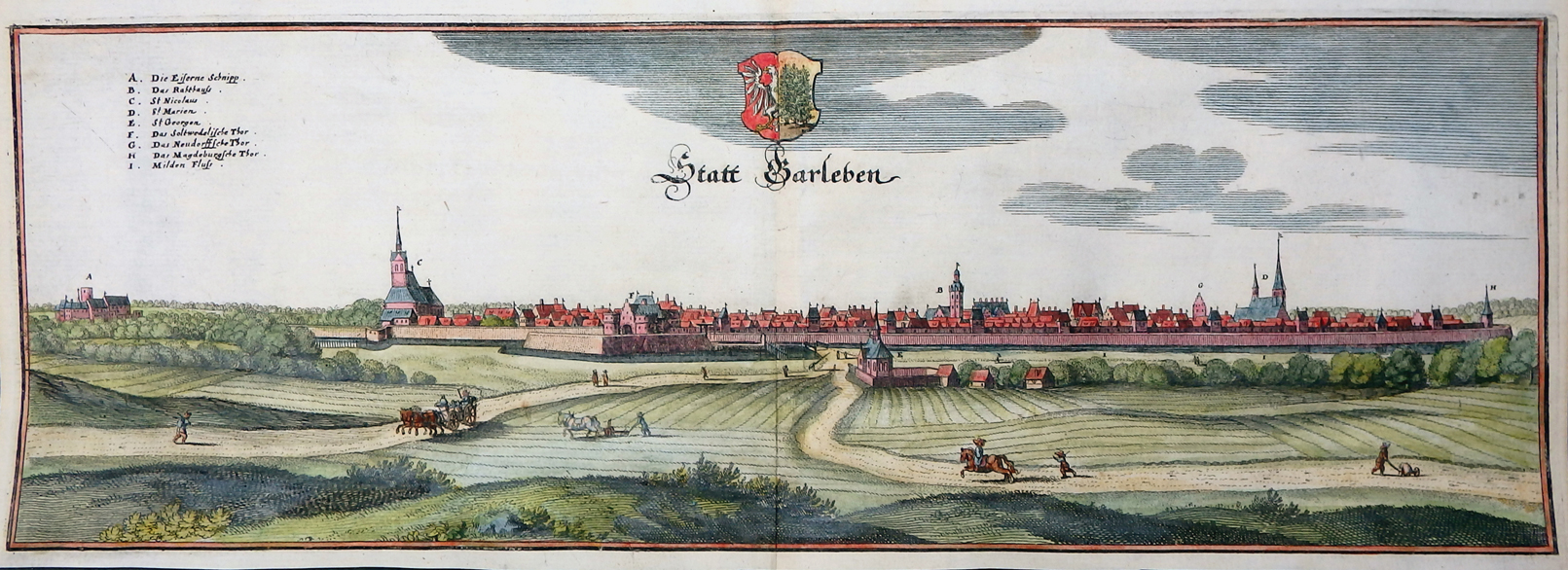
Merian-prent van Gardelegen, circa 1650; links (A) Kasteel Isenschnibbe

Veel van de plaatsjes rondom Gardelegen zijn in de middeleeuwen op locaties van 8e- 11e-eeuwse Slavische nederzettingen gesticht. Zie: Oostkolonisatie. De oude, aan Slavische talen ontleende plaatsnamen, bleven in verbasterde vorm bestaan.

De plaatsnaam Gardelegen is afgeleid van de naam van een persoon Gardo en -leben, Deens: -lev. Dit oud-Germaanse achtervoegsel betekent: nalatenschap, erfdeel, vergelijk Engels: to leave, achterlaten. De plaatsnaam betekent dus ongeveer: wat Gardo (aan zijn nabestaanden) heeft nagelaten.
In 1121 komt de plaats voor het eerst in een document voor als Gardeleve. Anno 1196 is een stuk te dateren, waarin Gardelegen Stad en burcht wordt genoemd. In 1314 verkreeg de stad uit handen van markgraaf Waldemar van Brandenburg het belangrijke privilege van het brouwrecht. Het brouwen van bier was een zeer belangrijke activiteit. Gardelegen kent een eigen biermerk, Garleybier, waarvan de geschiedenis tot vóór 1500, mogelijk wel tot 1314, teruggaat. Bovendien werd vanaf de 14e eeuw door veel boeren in de streek rondom Gardelegen hop van goede kwaliteit verbouwd, een van de redenen, waarom de stad tot en met de 16e eeuw grote economische bloei kende.
Vanaf de middeleeuwen behoorde Gardelegen eeuwenlang tot de Mark Brandenburg en vanaf de 18e eeuw tot Pruisen. In het stadswapen is links (heraldisch rechts) de adelaar van Brandenburg afgebeeld, en rechts drie hopranken, die naar de oude bierbrouwerstraditie verwijzen.
Gardelegen heeft vanaf 1358 tot de Hanze behoord. In 1488 raakte de stad in conflict met keurvorst Johann Cicero van Brandenburg over de hoogte van de accijns op bier. Aan de stad werd verder lidmaatschap van stedenbonden verboden, en Gardelegen trad nog in 1488 uit de Hanze.
In 1539 drong de Reformatie door tot Gardelegen. Sindsdien is de overgrote meerderheid van de christenen in de stad en haar omgeving evangelisch-luthers. Tenzij anders aangegeven, zijn ook de in dit artikel vermelde kerkgebouwen in de gemeente tot op de huidige dag evangelisch-luthers.
Omstreeks 1553 werd Gardelegen voorzien van een stenen stadsmuur met vier stadspoorten. In 1564 werd, evenals te Bremen, in de stad een Roland geplaatst; het huidige Roland-beeld is daar een replica van.
De 17e en 18e eeuw waren slechte tijden voor Gardelegen. De Dertigjarige Oorlog veroorzaakte veel verwoesting en verlies aan mensenlevens. Stadsbranden troffen Gardelegen in 1658, 1667 en 1685.
Sinds 1725, toen een Pruisisch infanterieregiment hier werd gestationeerd, is Gardelegen een garnizoensstad (met een onderbreking vanaf het Verdrag van Versailles (1919) tot 1936). Van 1841 tot omstreeks 1970 stond er in Gardelegen een fabriek van parelmoeren knopen.
In de Hitler-tijd (1933-1945) werden vanaf 1936 een Fliegerhorst met parachutistenschool van de Luftwaffe en ook een cavalerieopleiding in Gardelegen gestationeerd.
Tijdens de Tweede Wereldoorlog, op 14 maart 1945, werd de stad door de US Air Force gebombardeerd. Er vielen 52 doden, en de Sint-Nicolaaskerk brandde grotendeels uit. Op 14 april, een dag na de massamoord op de concentratiekamp-gevangenen, zie hierna, werd de stad door Britse troepen bezet. Op grond van de afspraken van de Conferentie van Jalta droegen de Britten de stad op 1 juli 1945 over aan het Sovjet-Russische Rode Leger.
Van 1949 tot 1990 lag Gardelegen in het uiterste westen van de DDR. Van 1960- 1991 was er een grote asbestcementfabriek in bedrijf. In 1994 nam de Bundeswehr het verlaten Russische militaire complex over, vernieuwde het en richtte er een gevechtstrainingscentrum voor de landmacht in (Gefechtsübungszentrum Heer, afgekort: GefÜbZH). Bijzonder op dit oefenterrein is de imitatie-stad Schnöggersburg, waar allerlei vormen van huis-aan-huisgevechten tijdens een stadsguerillaoorlog kunnen worden getraind.
Tussen 2009 en 2011 werd de gemeente sterk uitgebreid, doordat bij gemeentelijke herindelingen omliggende kleine dorpen eraan werden toegevoegd.

### Massamoord van Gardelegen

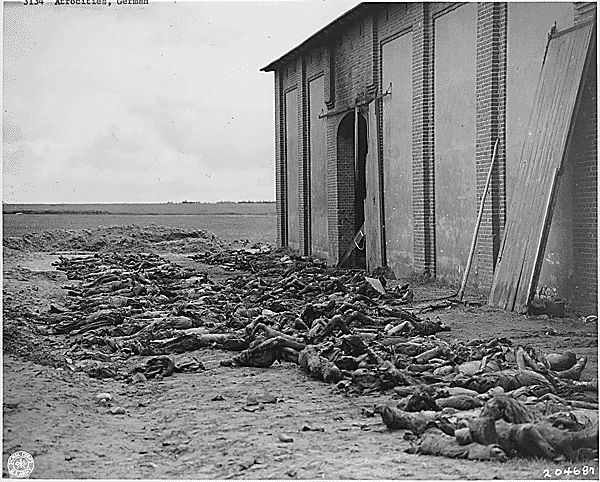
Slachtoffers van de massamoord bij Gardelegen door de Nazi's in april 1945.
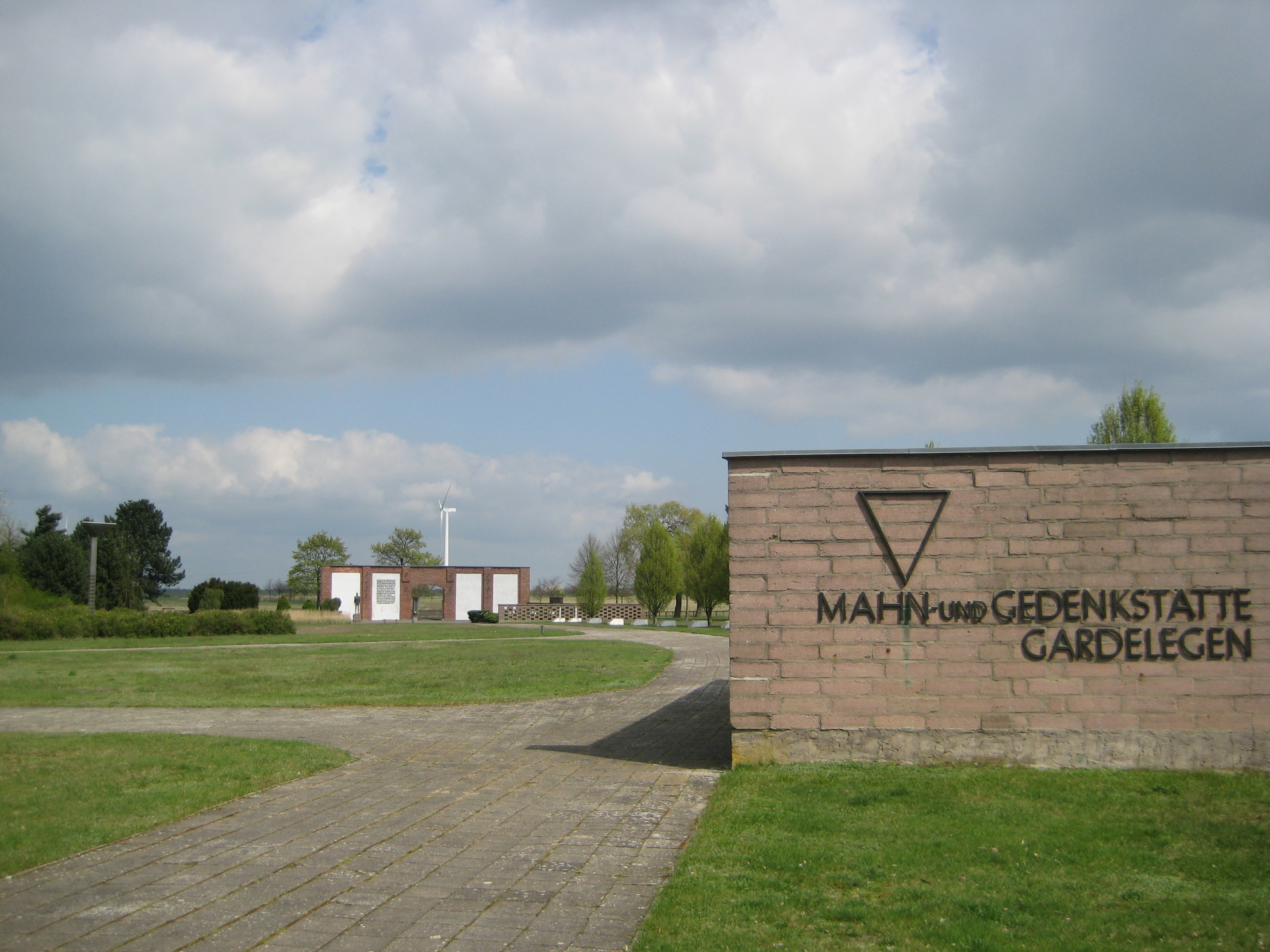
Gedenkplaats Isenschnibber Veldschuur
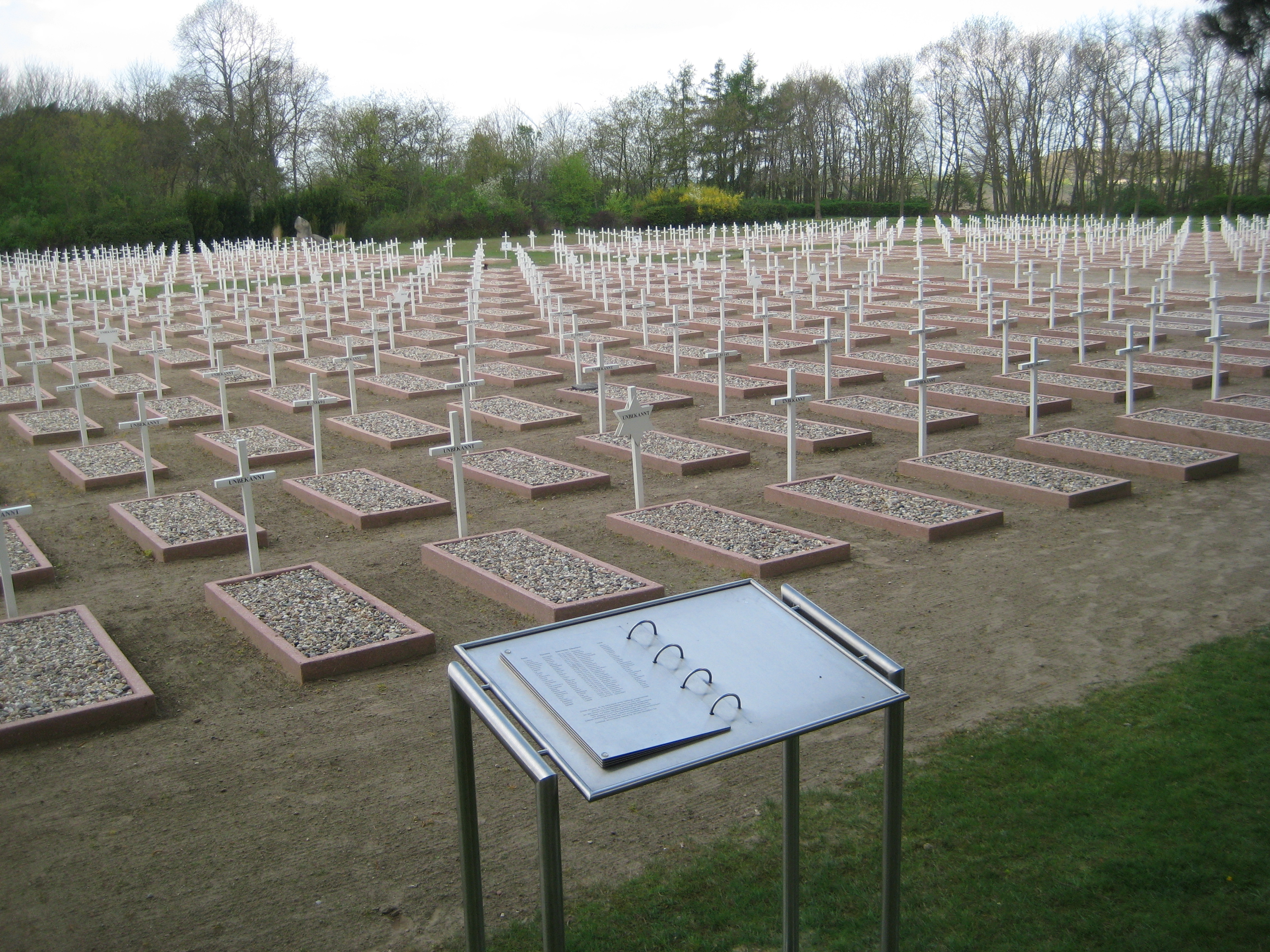
Gedenkboek voor het erekerkhof ter plaatse

Op 13 april 1945 werden aan de rand van de stad 1016 KZ-gevangenen vermoord. Deze gevangenen, vertrokken met een dodenmars vanuit het station van Mieste, waar ze enkele dagen, na luchtaanvallen, stil stonden. Ze waren met de trein onderweg vanuit het concentratiekamp Mittelbau-Dora en een kamp bij Herrenhausen-Stöcken, gemeente Hannover. Na deze dodenmars werden ze in een schuur geperst, het aanwezige stro werd met benzine overgoten en aangestoken. Bij de eerste poging konden de gevangenen het vuur nog uittrappen, maar de tweede maal werd met machinegeweren op alles geschoten wat zich bewoog. De bewakers gooiden handgranaten en signaalraketten in de schuur. 24 uur na de massamoord bereikte het Amerikaanse leger dit oord (in het naoorlogse Duitsland bekend als Isenschnibber Feldscheune). Hoofdverantwoordelijke voor het drama van Gardelegen was Nationaalsocialistische Duitse Arbeiderspartij-leider Gerhard Thiele, die hiervoor nimmer werd vervolgd.
Degenen, die tot de dodenmars werden gedwongen, kwamen in veel gevallen al vóór het bereiken van de omineuze veldschuur om het leven, door uitputting, ziekte of als gevolg van wrede mishandelingen door hun "begeleiders". Talrijke oorlogsgraven en -monumenten zijn, vooral in de DDR-periode (1949-1990), langs de route hiervan aangelegd.
De voormalige veldschuur is ten dele na de oorlog gereconstrueerd, en ingebed in een modern herdenkingscentrum, nabij het erekerkhof van de slachtoffers van de massamoord. De meesten van hen konden direct na de bevrijding niet meer worden geïdentificeerd, en zijn daarom bijgezet op een oorlogskerkhof. Mensen, die het herdenkingscentrum willen bezoeken, zouden door de naam Isenschnibbe kunnen worden misleid. Isenschnibbe is de naam van een voormalig kasteel ten westen van de stad Gardelegen. Maar de locatie van de massamoord en de gedenkplaats ligt 2½ kilometer ten noordoosten van het stadje.

## Bezienswaardigheden, monumenten, evenementen
- Gardelegen beschikt over een historische, oude, omgrachte binnenstad met daarin een aantal monumentale gebouwen.
  - Daaronder is de 13e-eeuwse, gotische Mariakerk, met een uit 1723 daterend kerkorgel.
  - De in maart 1945 grotendeels verwoeste Nicolaaskerk werd na 1990 gedeeltelijk heropgebouwd, en dient als ruimte voor kleinschalige concerten en andere culturele evenementen.
  - Zie voorts de afbeeldingen hieronder.
- Talrijke gedenktekens herinneren aan de gruweldaden door de nazi's in de periode 1933-1945 en de slachtoffers daarvan. Zie hierboven.
- Gardelegen ligt in een omgeving, die rijk is aan bos, hoogveen en ander natuurschoon, en er zijn dan ook veel mogelijkheden voor, ook lange, wandel- en fietstochten.
- Verscheidene rondom Gardelegen liggende dorpen hebben een kunst- of architectuurhistorisch interessante dorpskerk.
  - Met name de voormalige kloosterkerk te Kloster Neuendorf verdient vermelding.
  - Zie ook: Dorpskerk van Wiepke.
- Jachtslot Letzlingen, jachtslot van o.a. Keizer Wilhelm I, tegenwoordig hotel en evenementenlocatie voor luxe bruiloften e.d.; een gedeelte van het kasteel is in beperkte mate te bezichtigen.[8] Gelegen aan de westelijke rand van het dorp Letzlingen, omgeven door een groot park.
  - De evangelisch-lutherse Schlosskirche (Slotkerk) behoort bij het jachtslot en staat in het kasteelpark. Het in Tudorstijl gebouwde godshuis dateert uit 1861. De kerk werd ingewijd door Wilhelm I van Duitsland persoonlijk, die toen alleen nog koning van Pruisen was.
- Met enige regelmaat vinden culturele evenementen en concerten plaats rondom Kasteel Letzlingen, in de kloosterkerk van Kloster Neuendorf en op Landgoed Zichtau.

## Afbeeldingen

### In de stad zelf

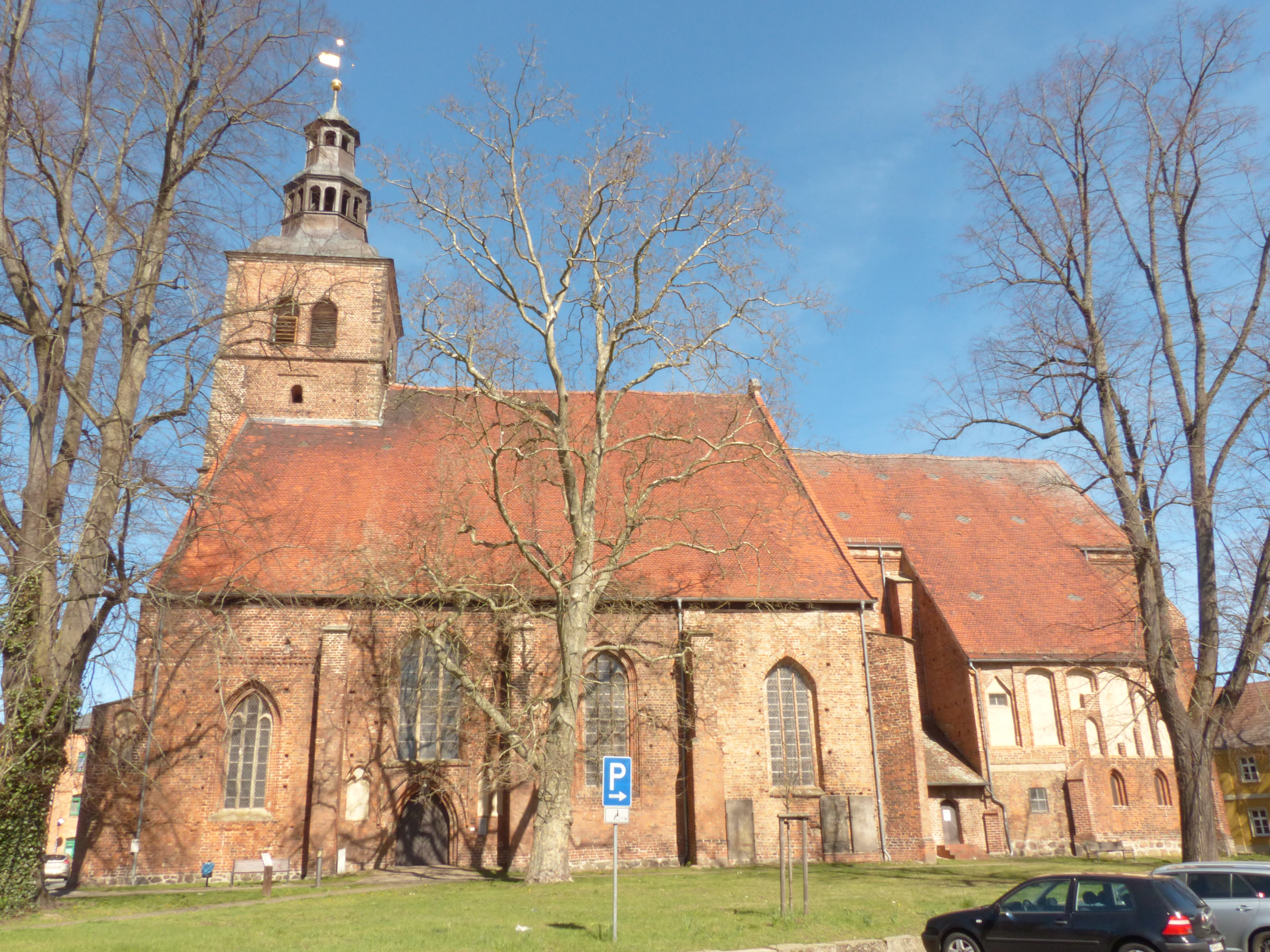
Mariakerk (1)
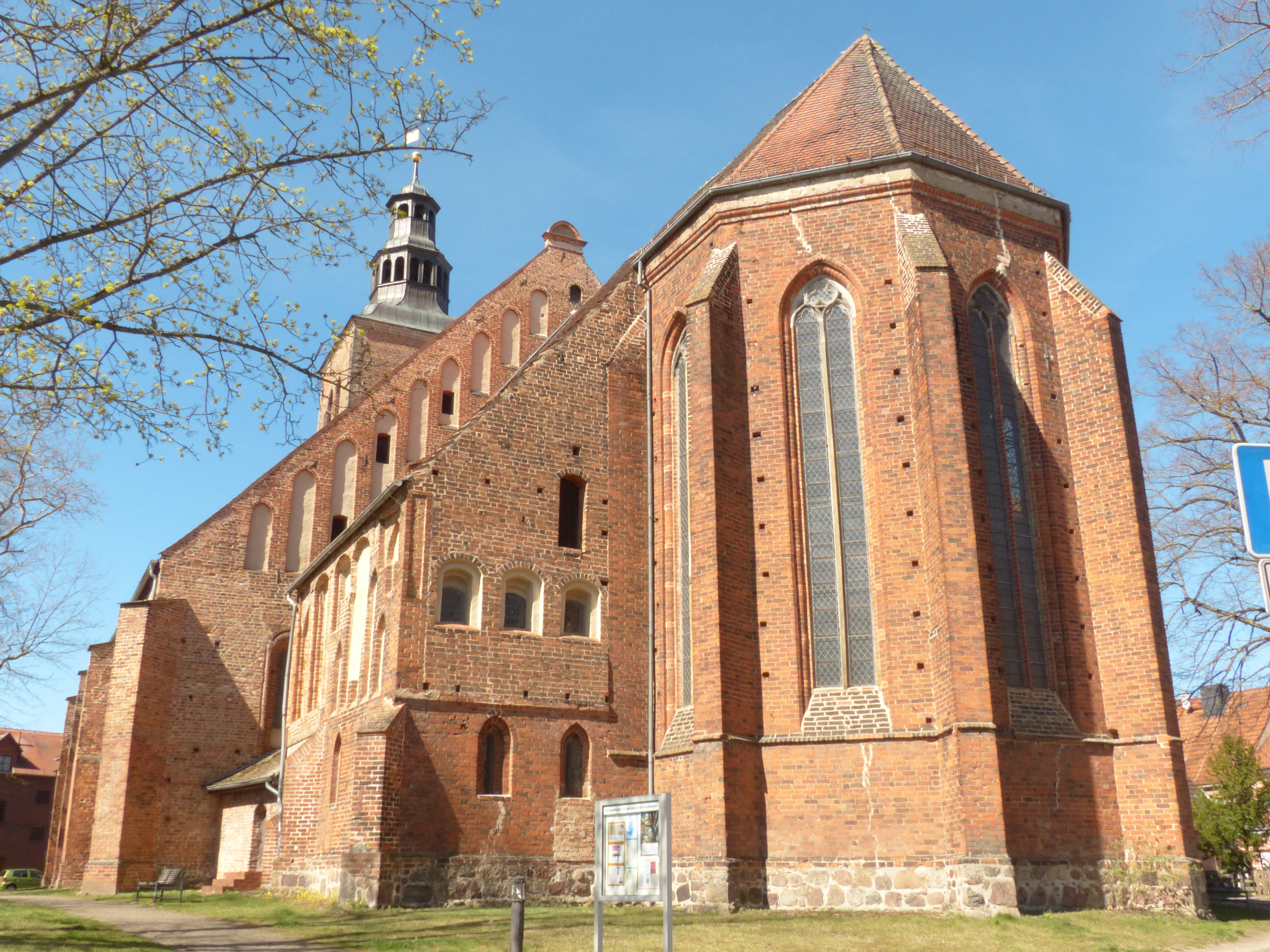
Mariakerk (2)
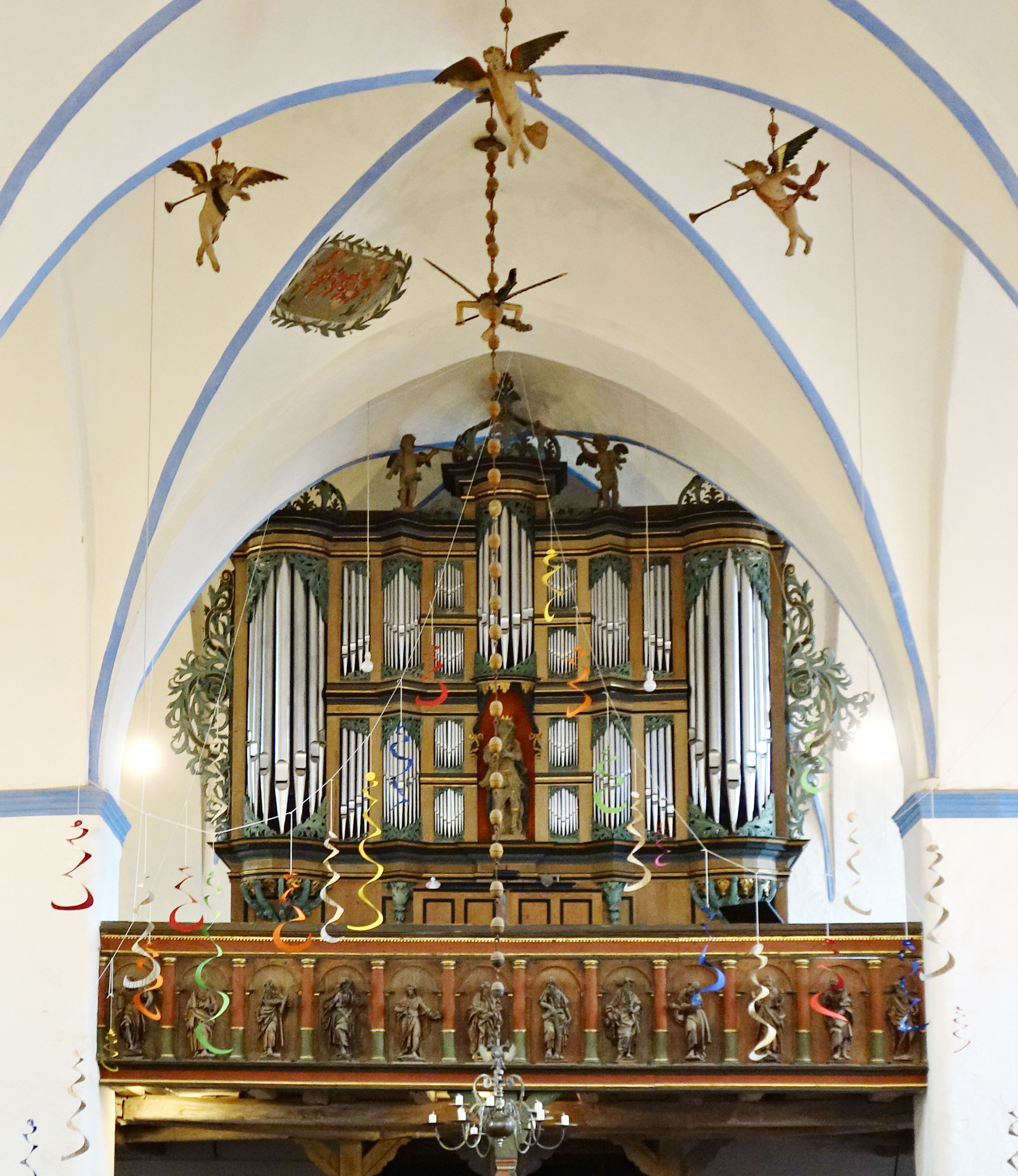
Orgel in deze kerk
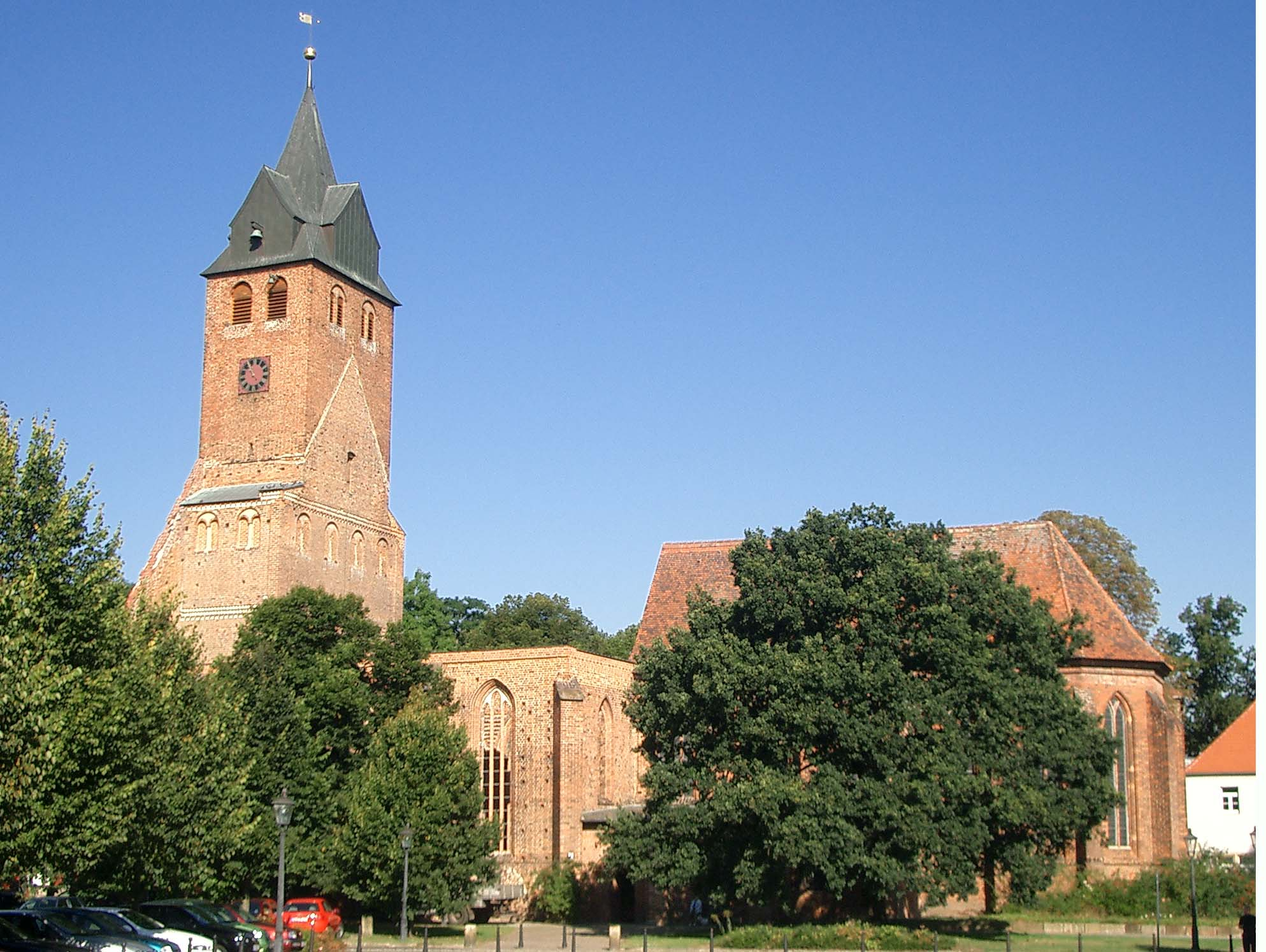
Sint-Nicolaaskerk, gedeeltelijk ruïne
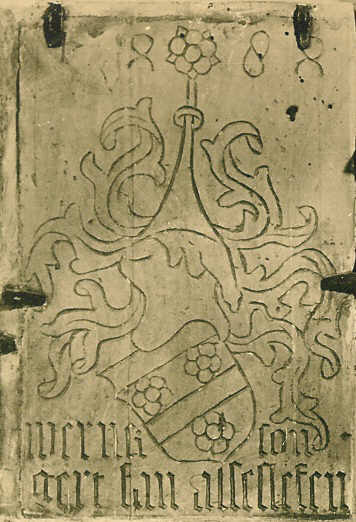
Gedenksteen Nicolaas II von Alvensleben (15e eeuw) in deze kerk
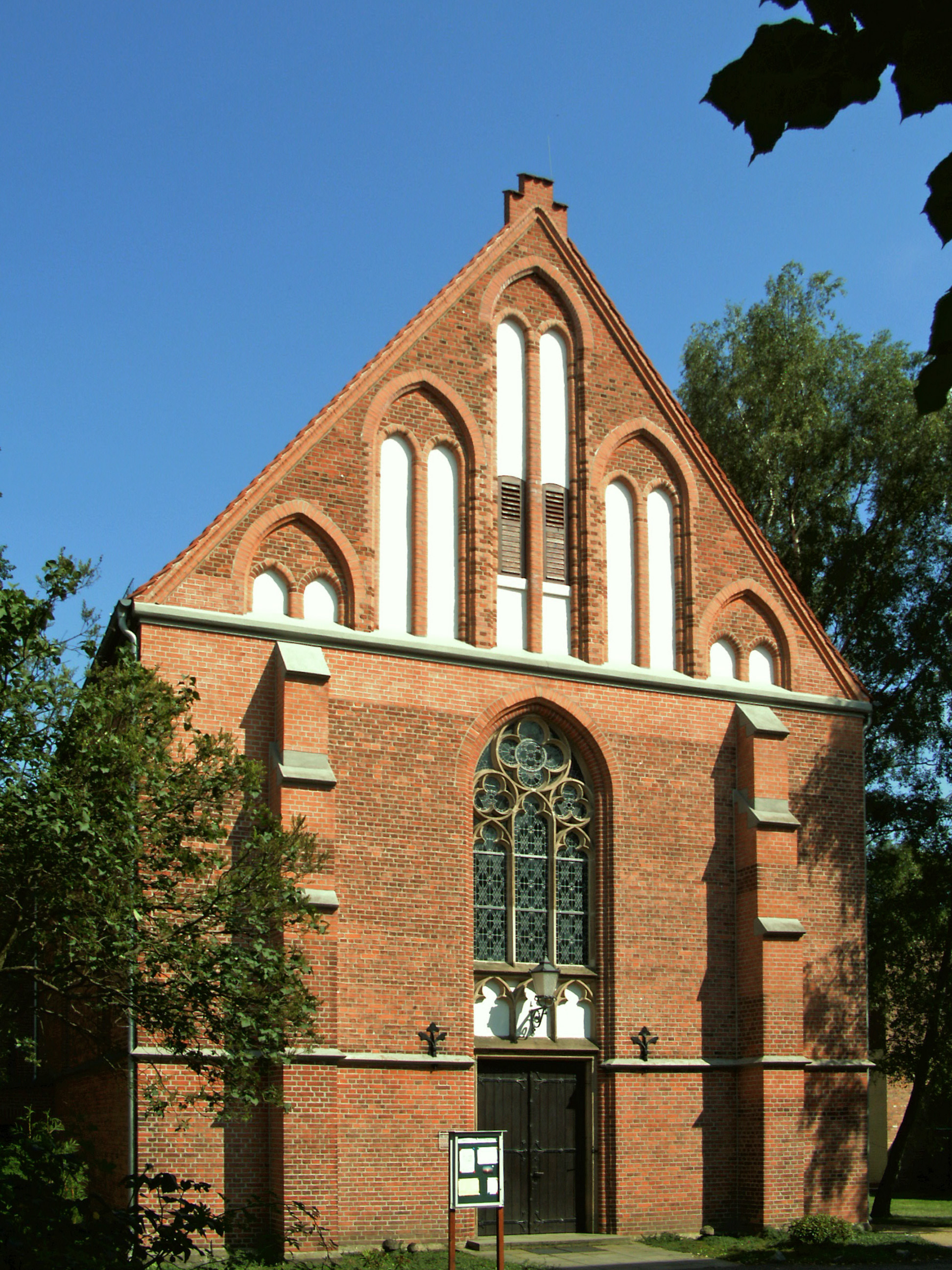
R.K. St. Michaëlskerk
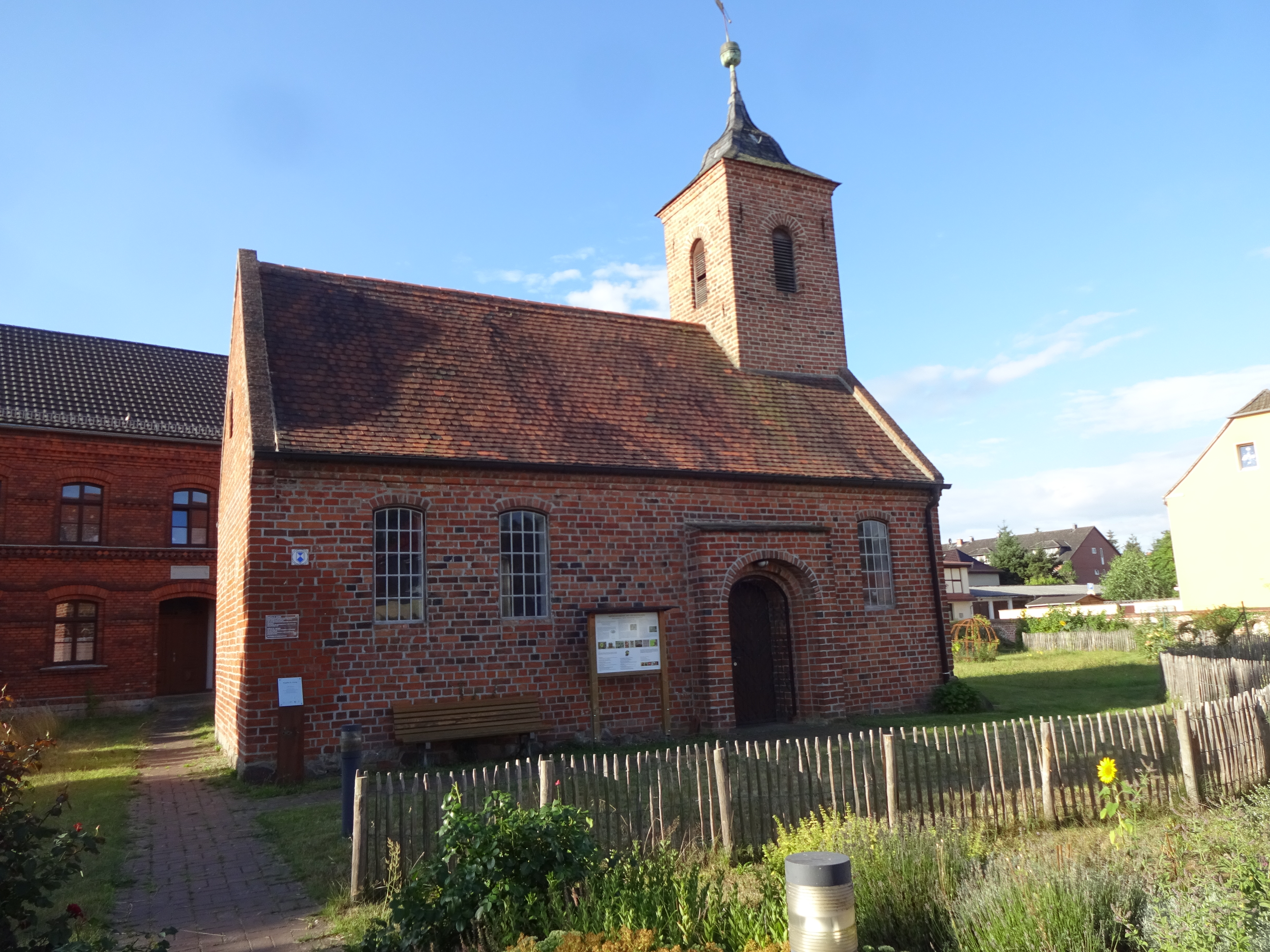
Sint-Joriskapel (als kunstgalerie in gebruik)
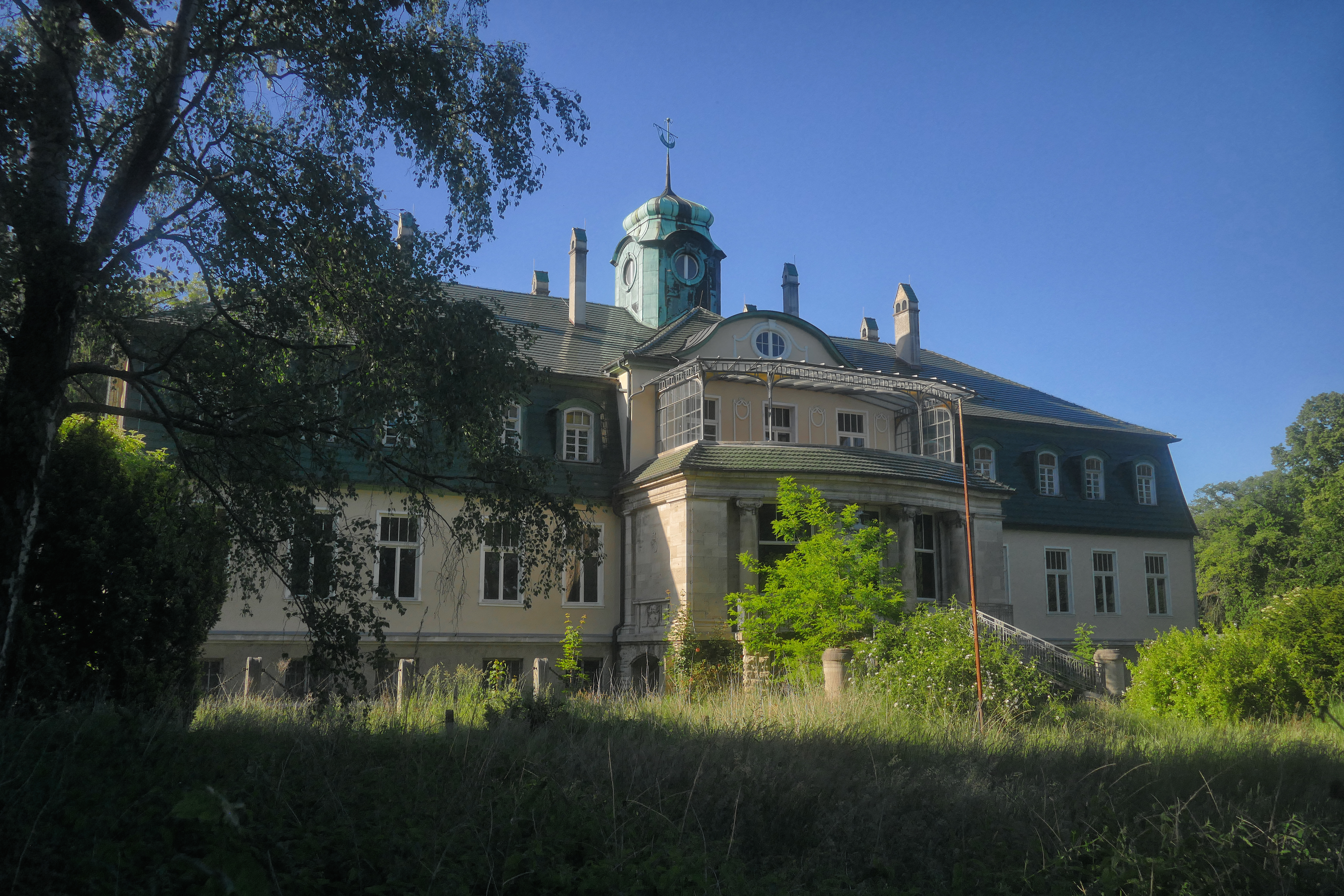
Kasteel Isenschnibbe, ten W van de stad
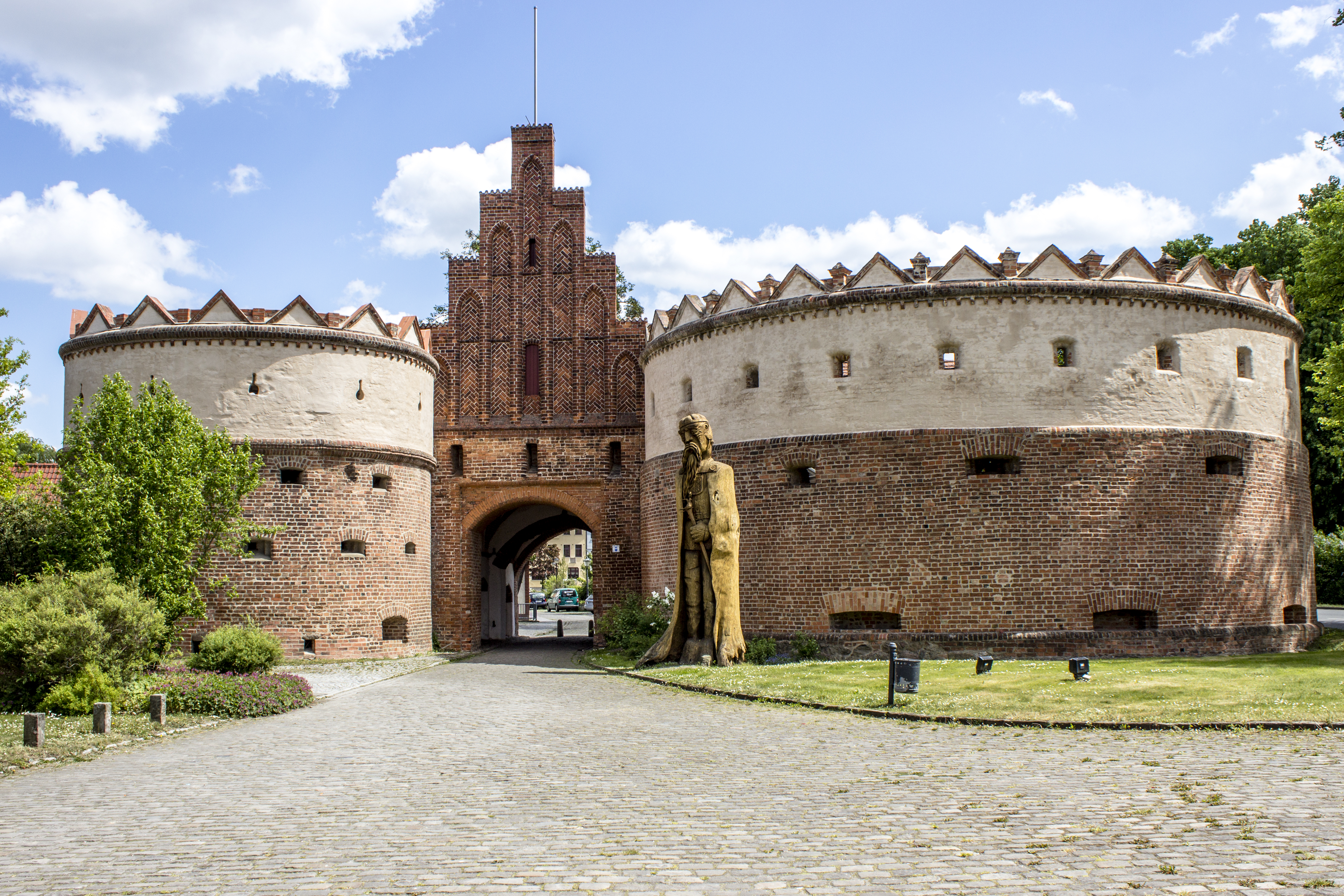
Stadspoort Salzwedeler Tor
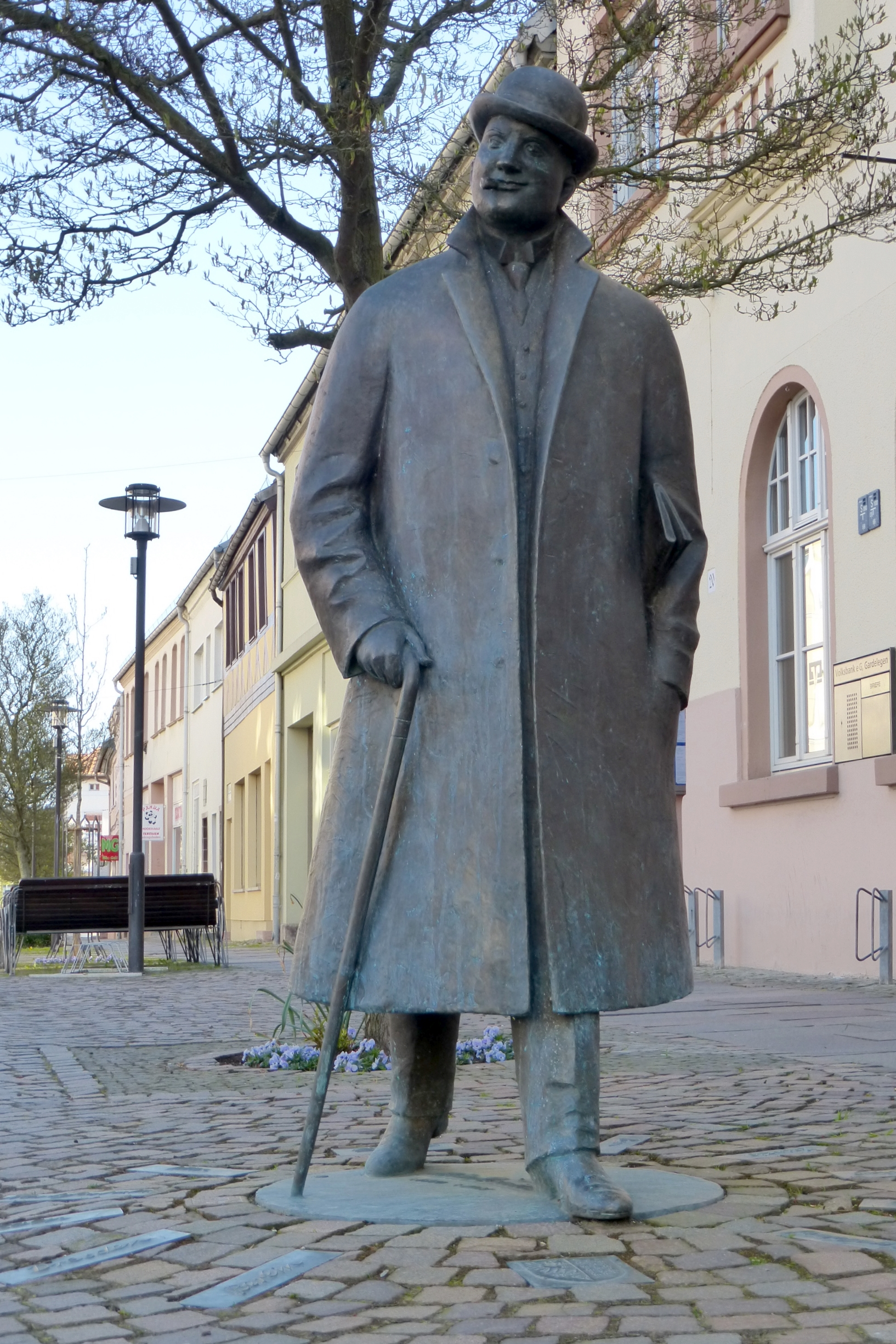
Standbeeld Otto Reutter
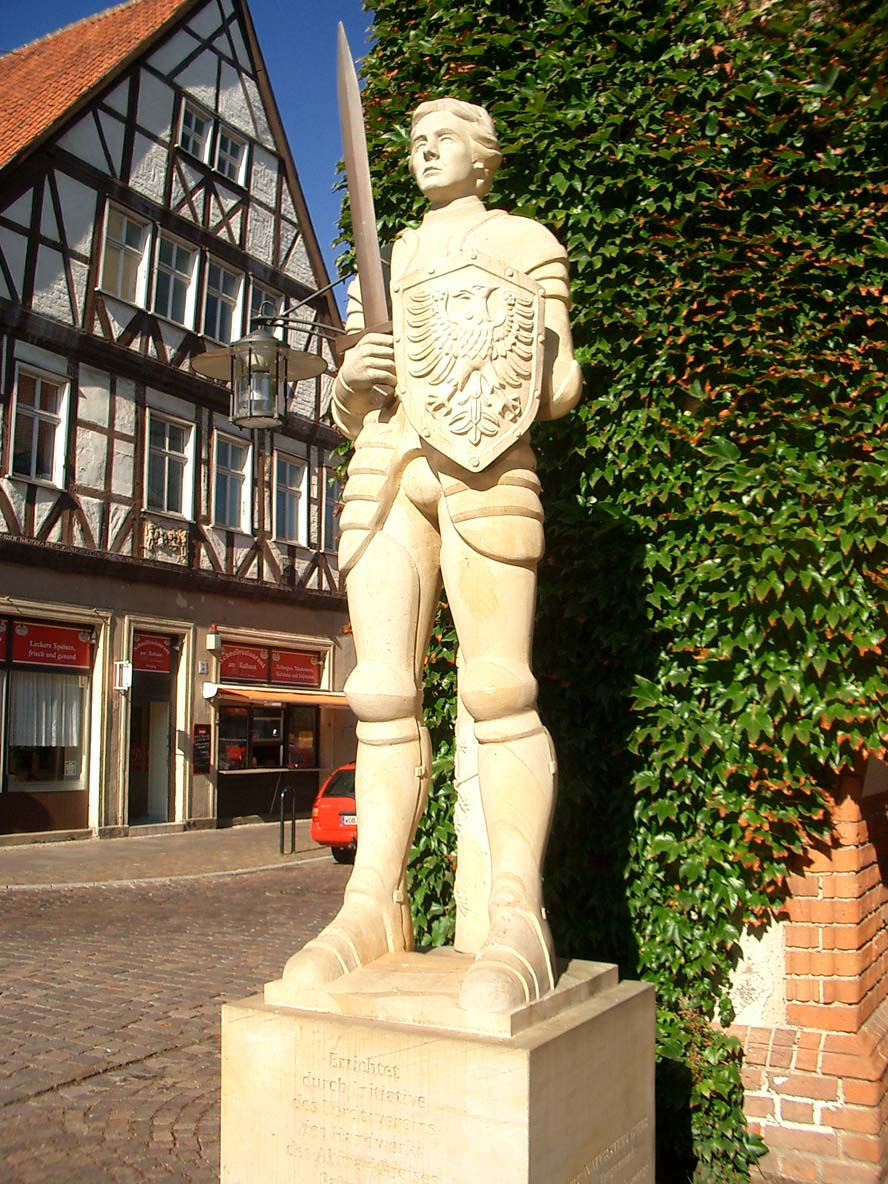
Het nieuwe Roland-standbeeld (2002)
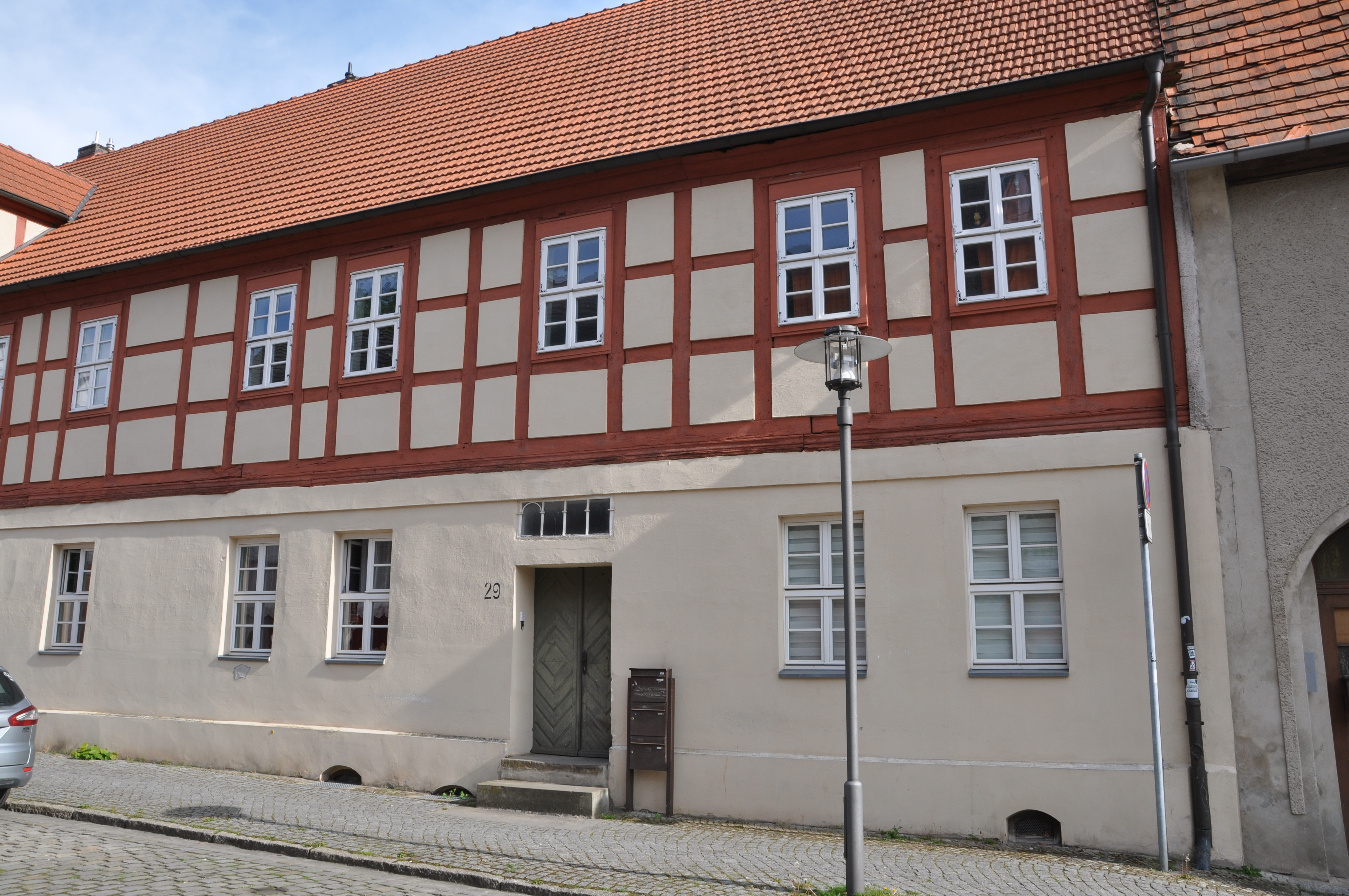
Vakwerkhuis in de stad (1): v.m. Heilige Geest-hospitaal
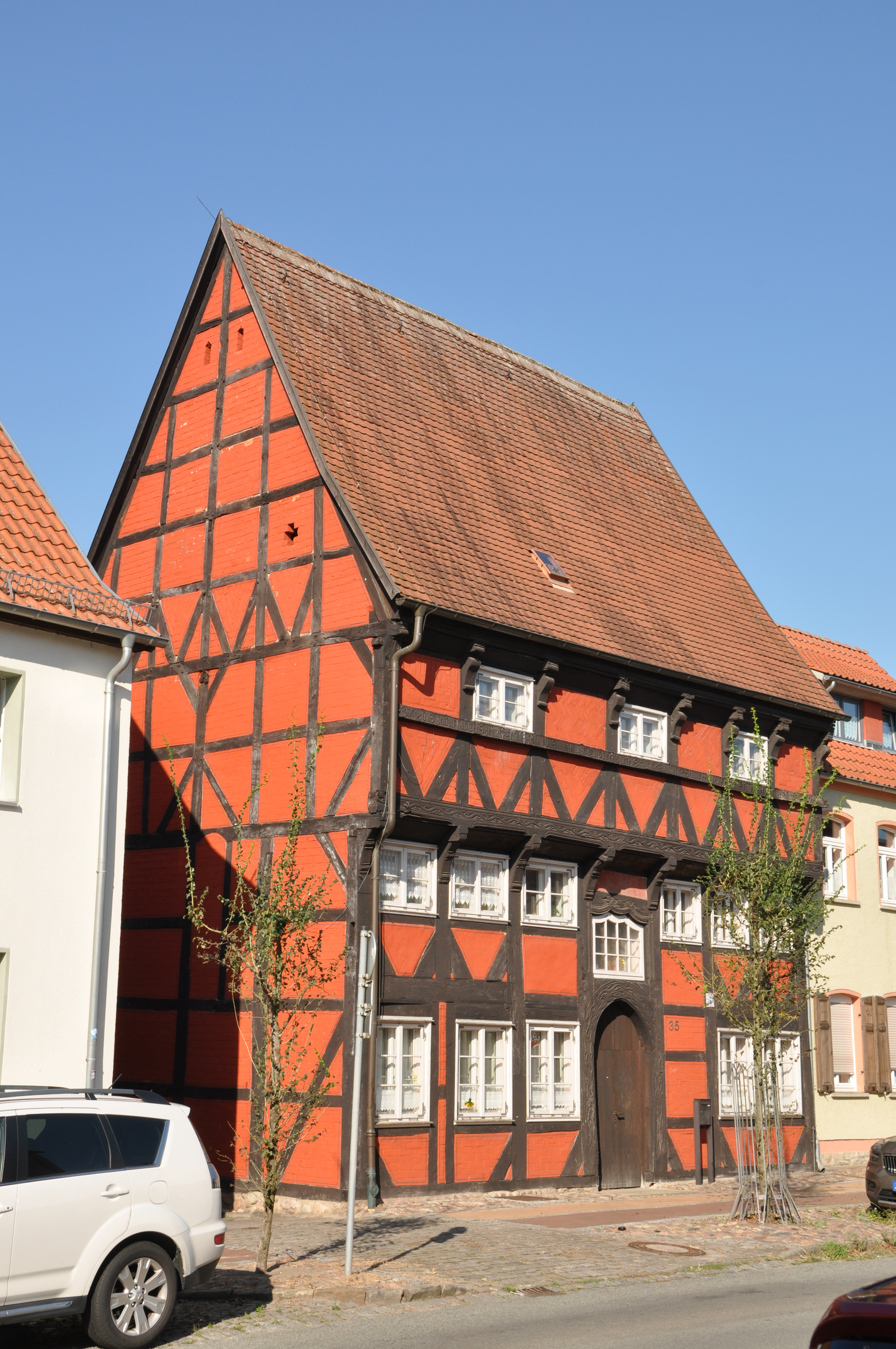
Vakwerkhuis in de stad (2)

### In de dorpen om de stad heen

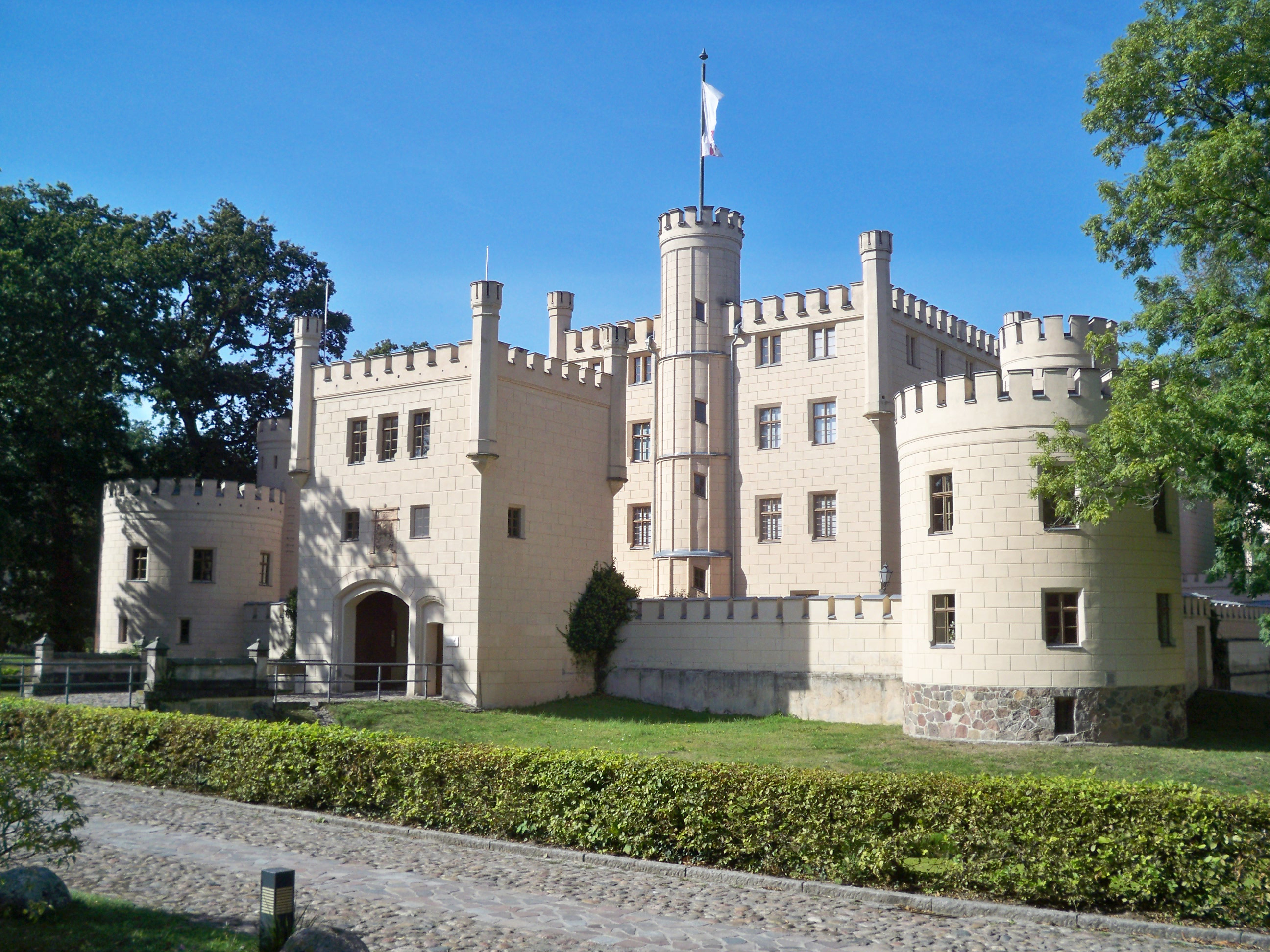
Jachtslot Letzlingen
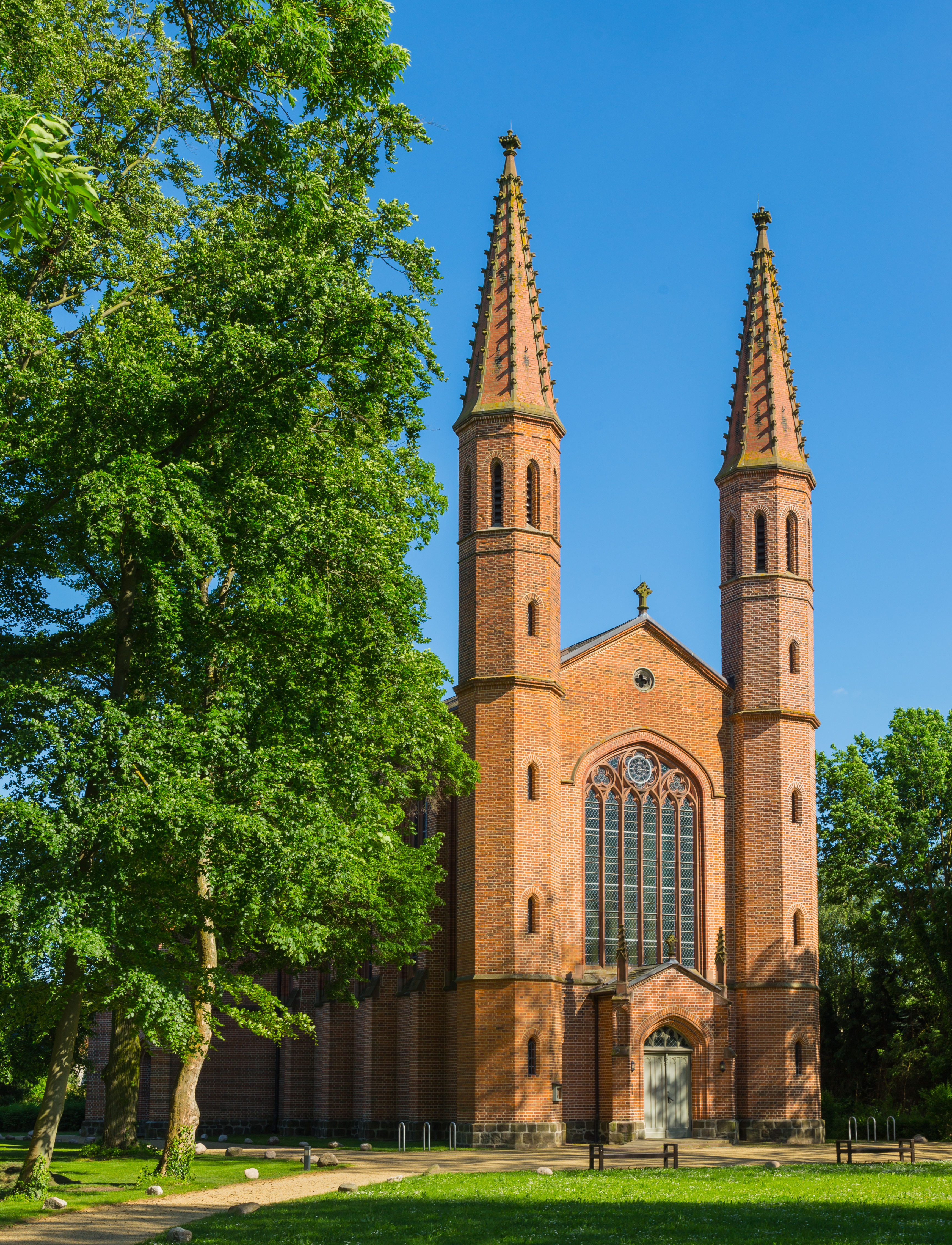
Slotkerk Letzlingen
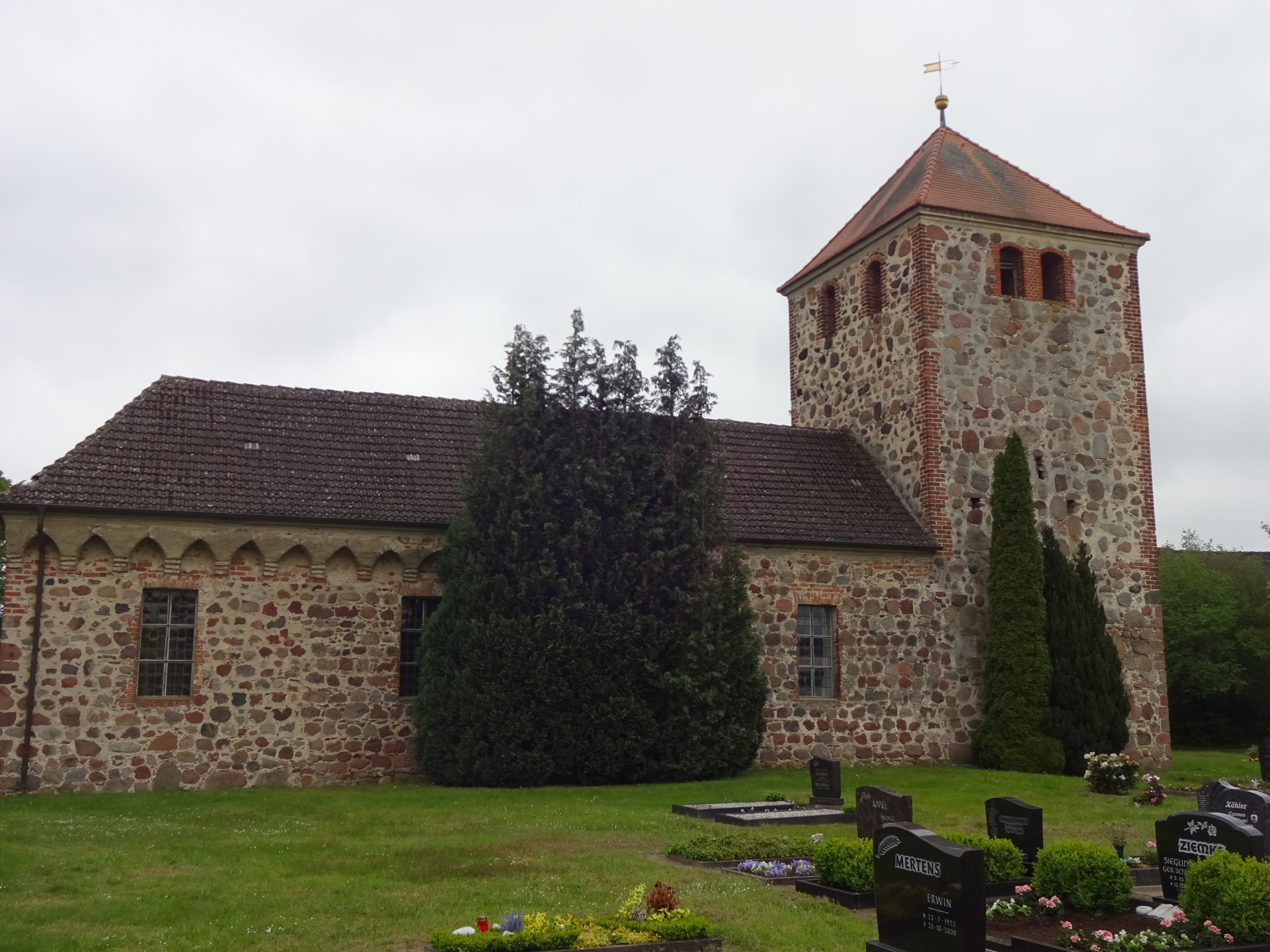
Dorpskerk te Algenstedt
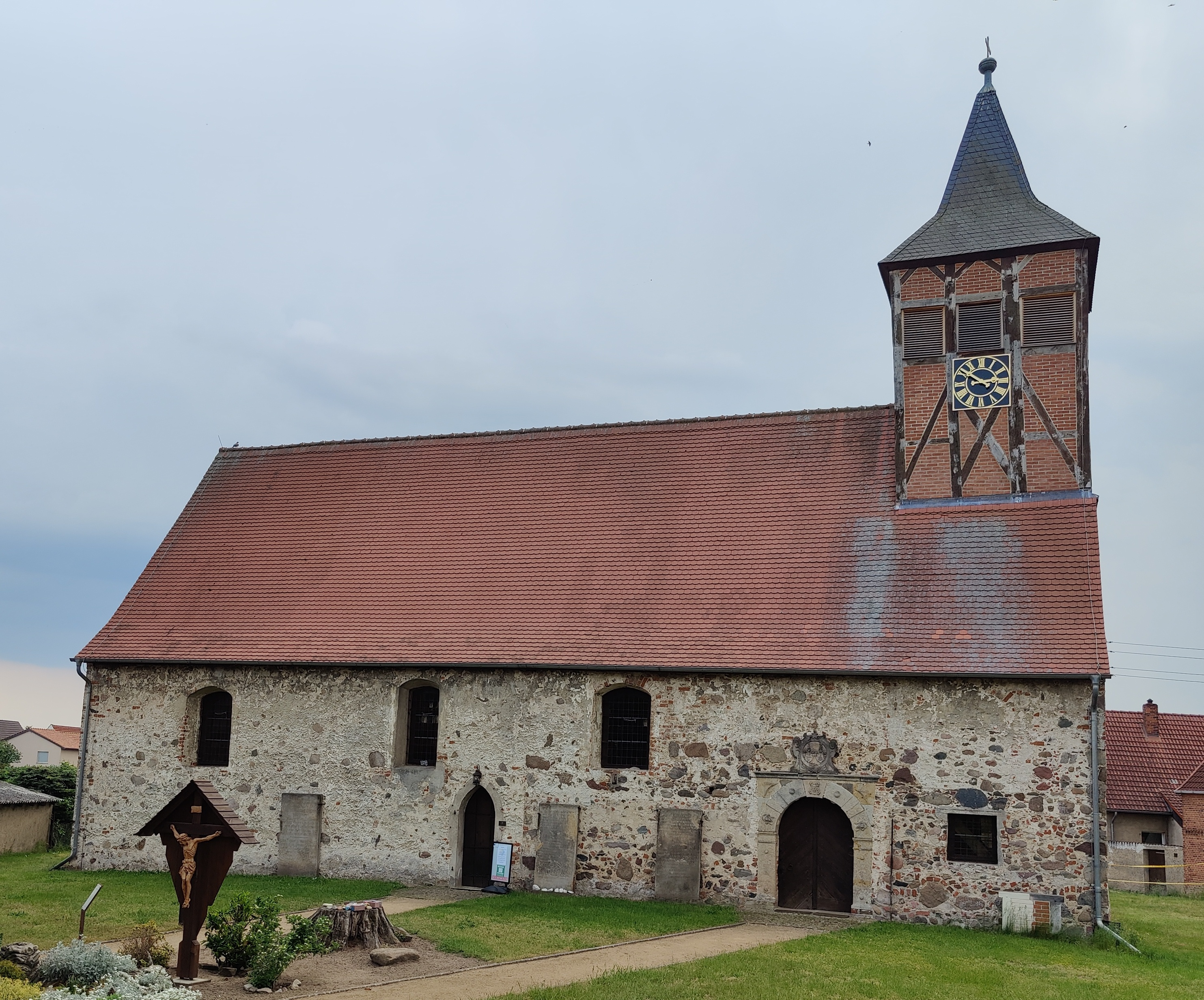
Dorpskerk te Berge bij Gardelegen
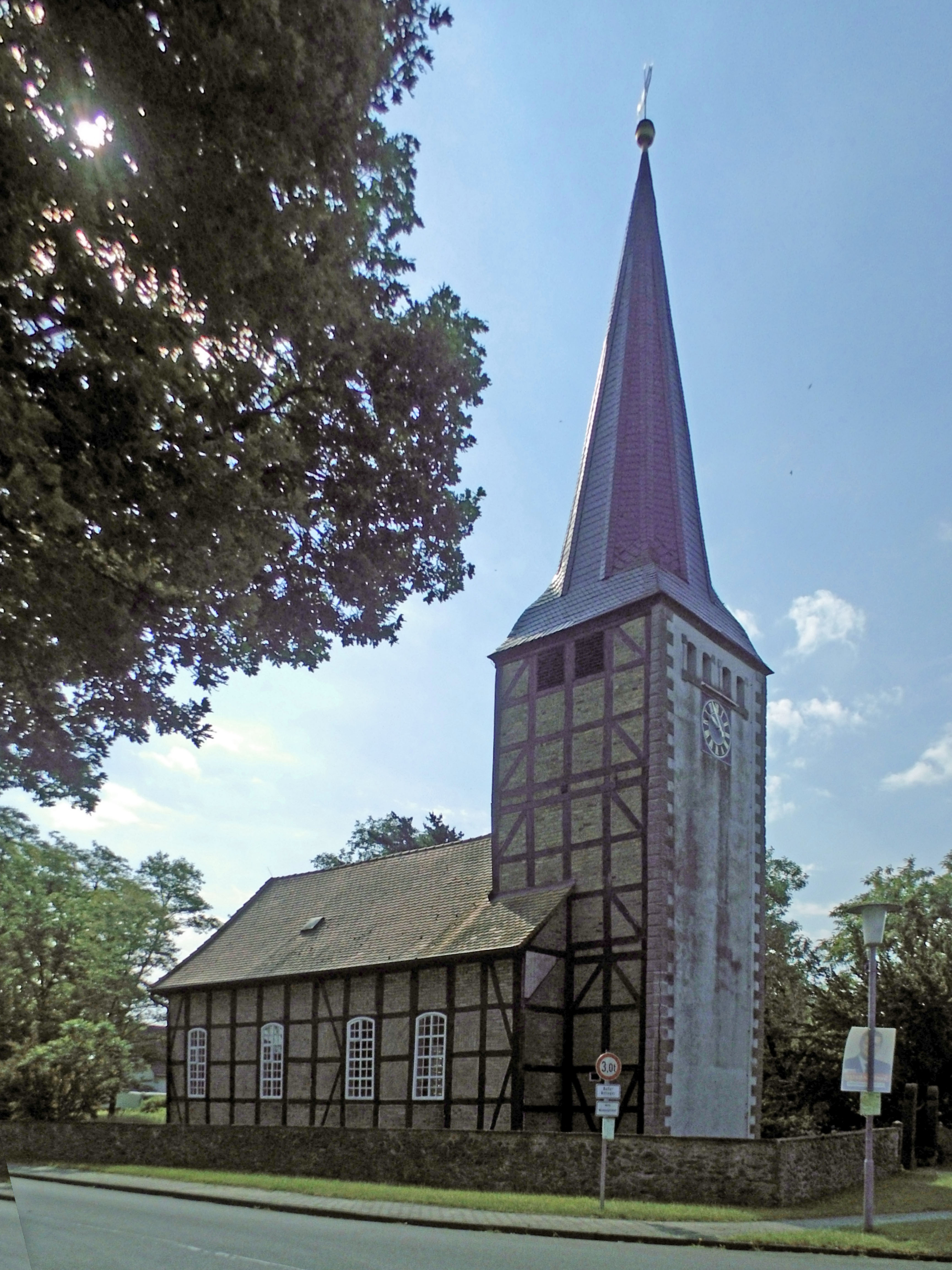
Dorpskerk te Dannefeld
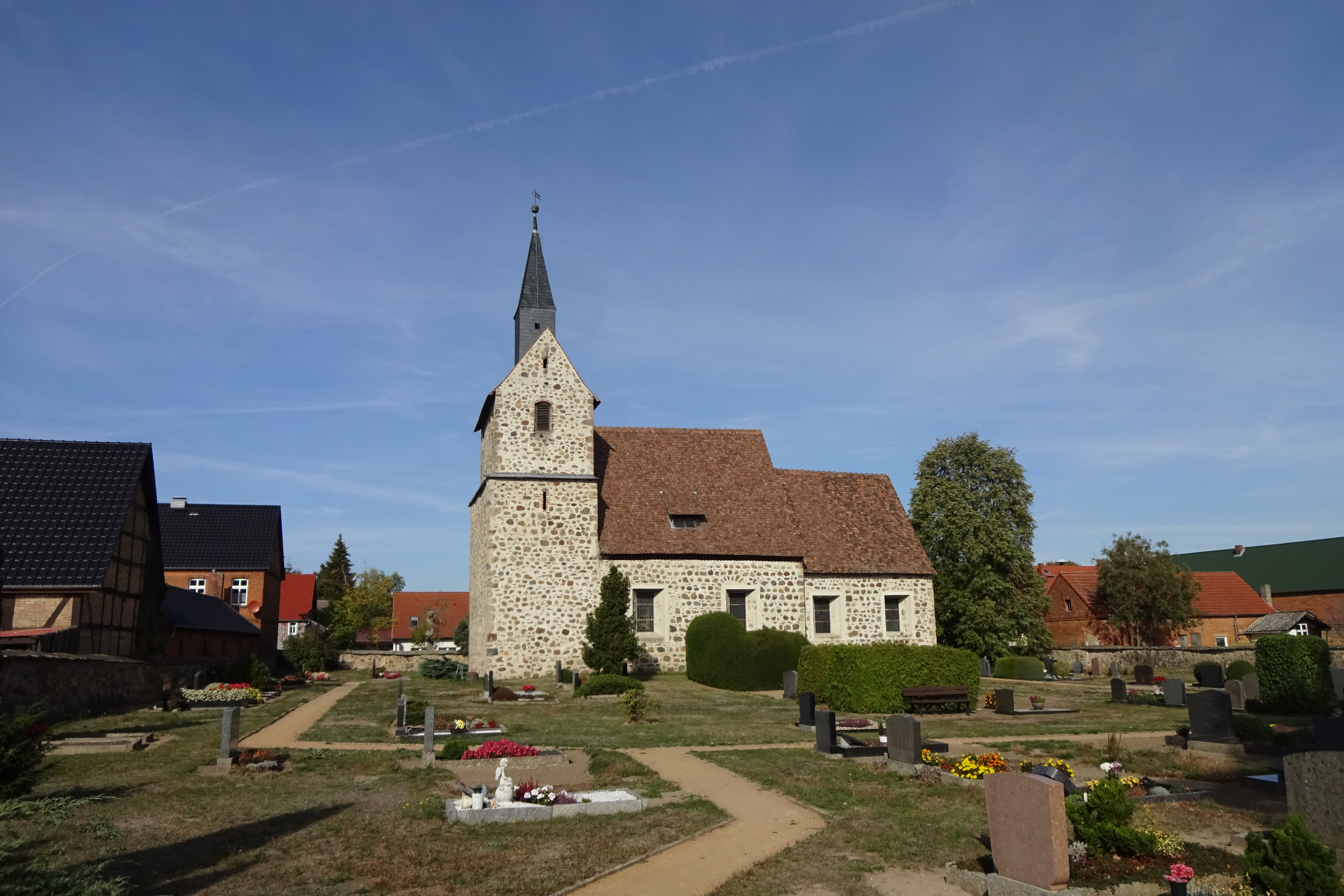
Dorpskerk te Estedt
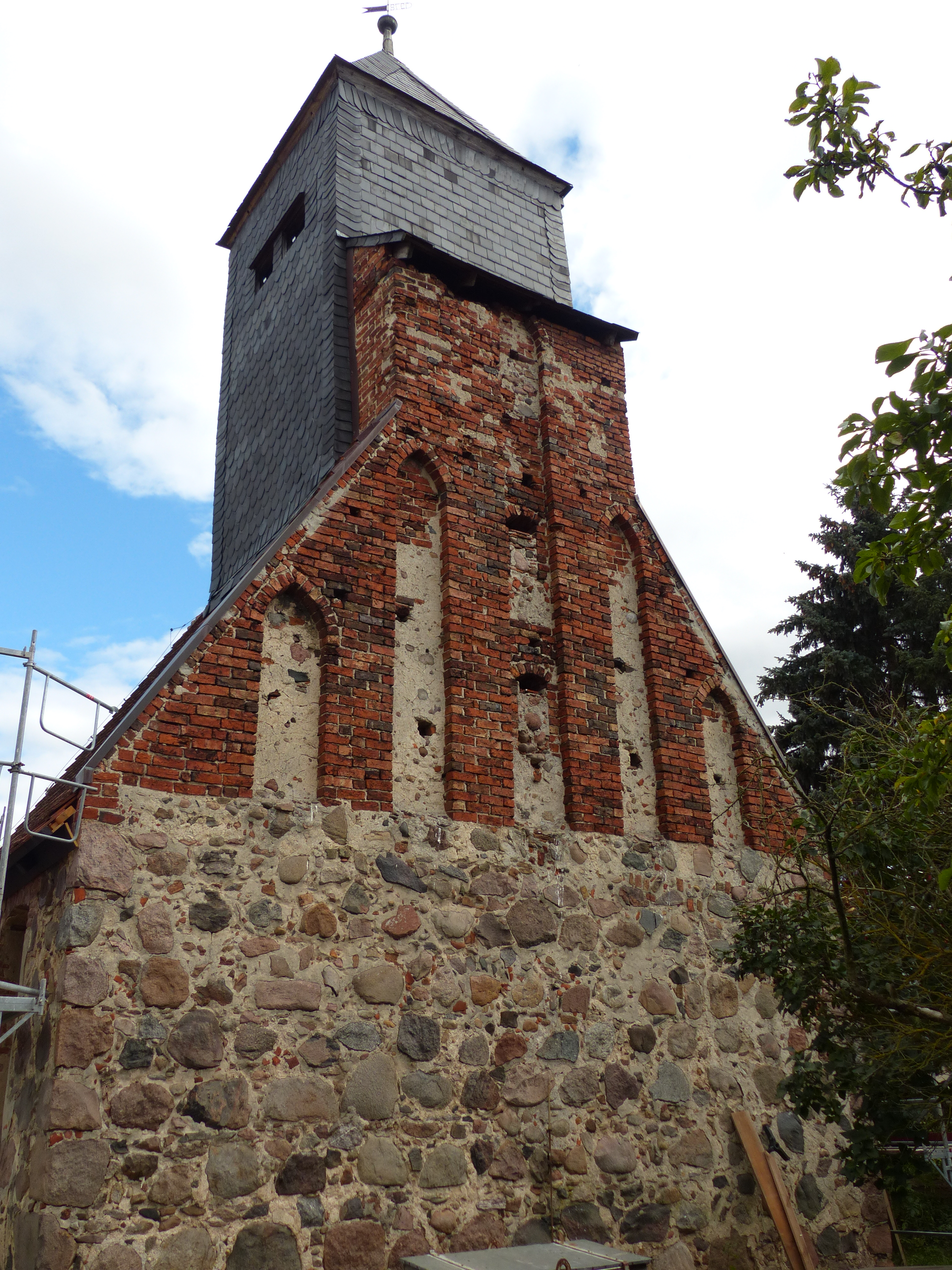
Dorpskerkje te Ipse
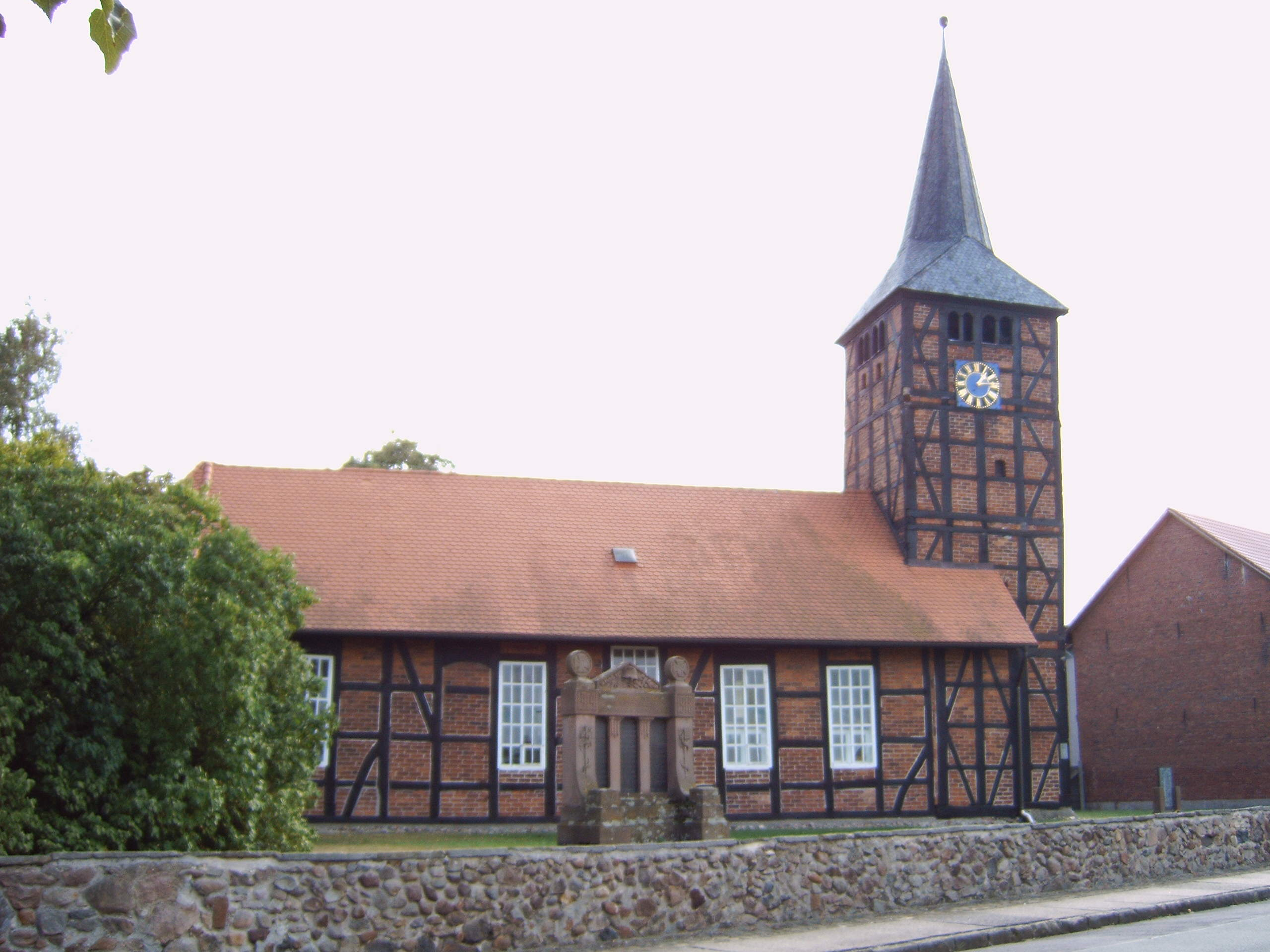
Dorpskerk te Jeggau
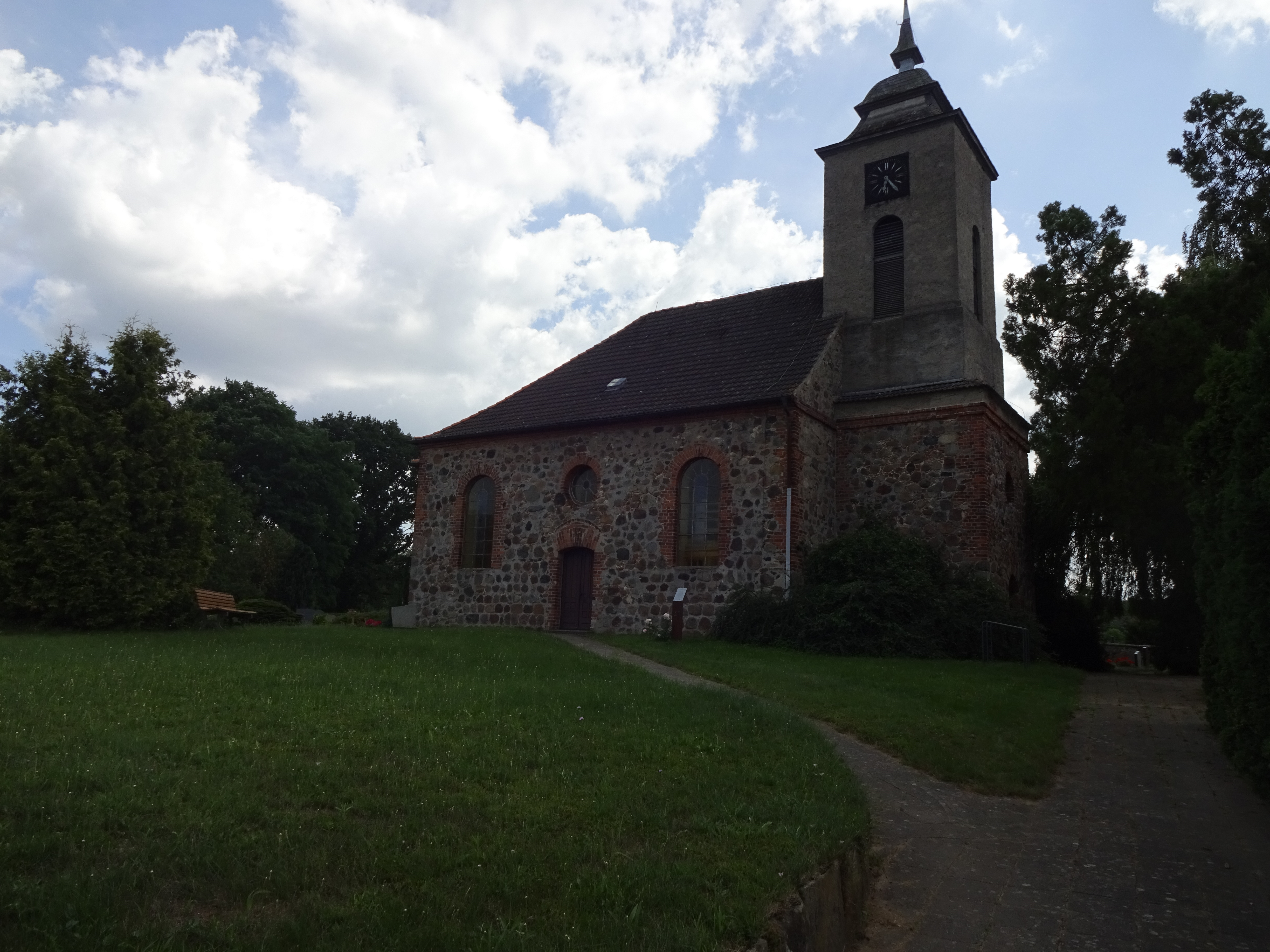
Dorpskerk te Kassieck
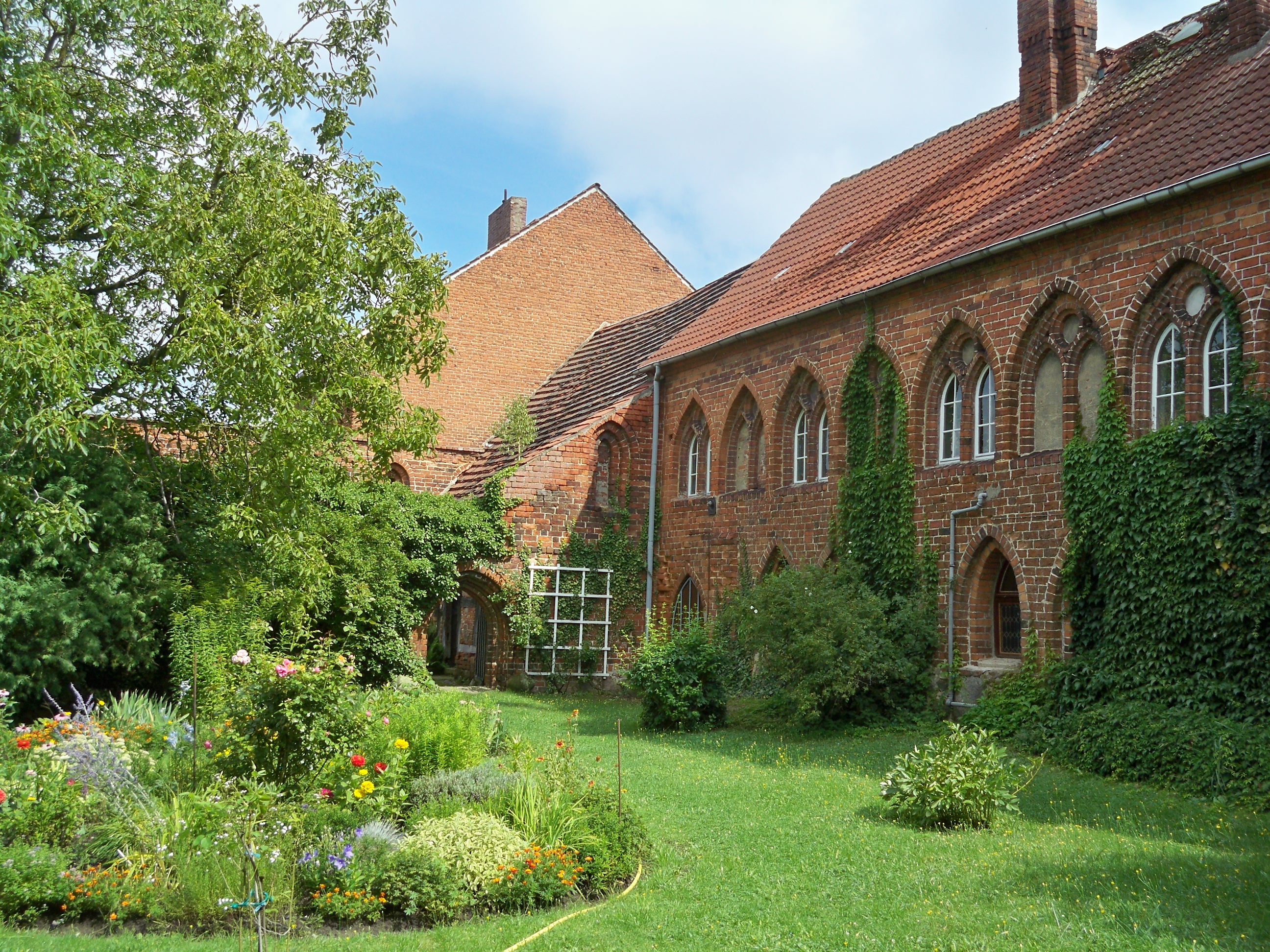
Kloosterhof te Kloster Neuendorf
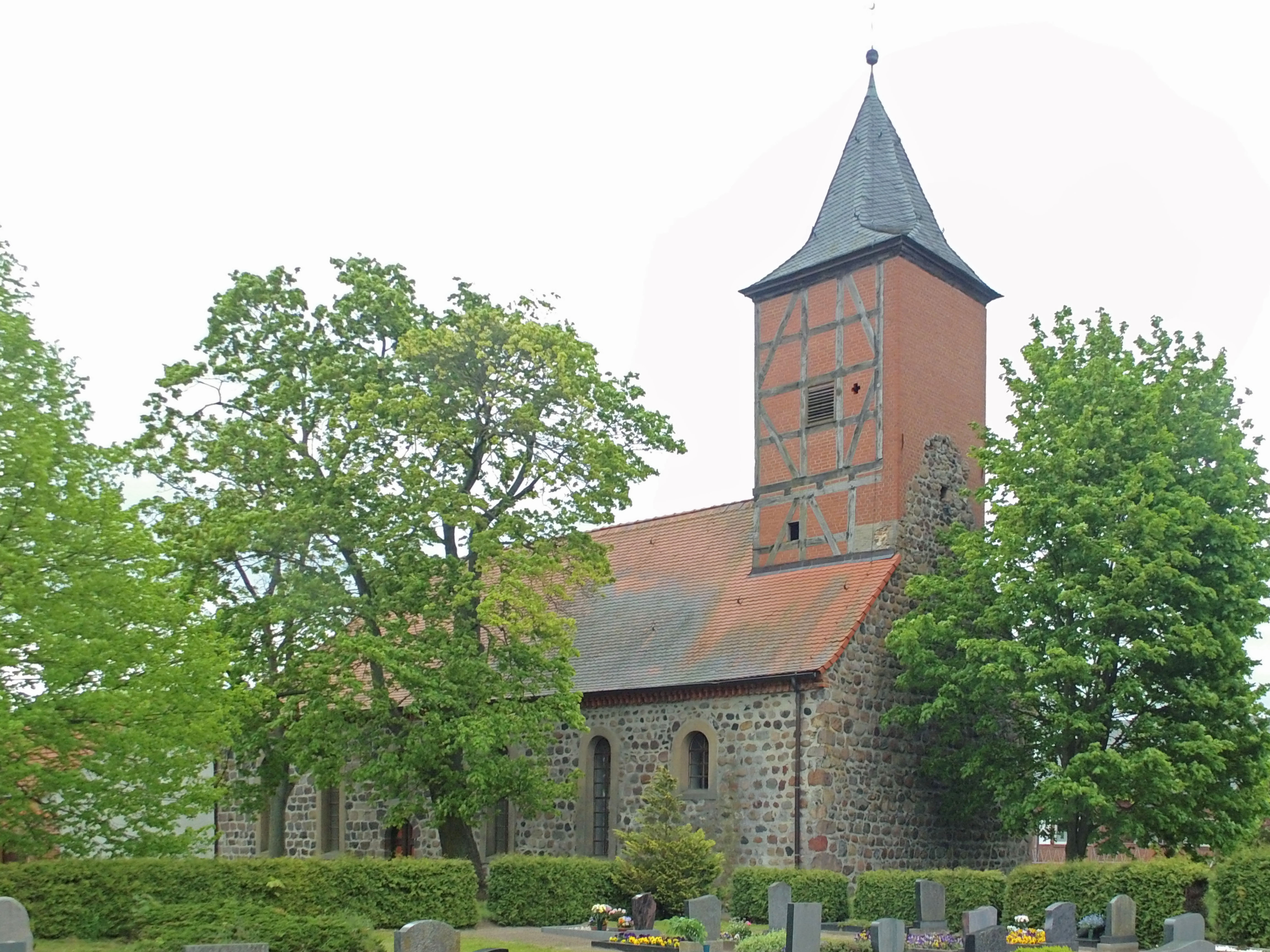
Dorpskerk te Lindstedt
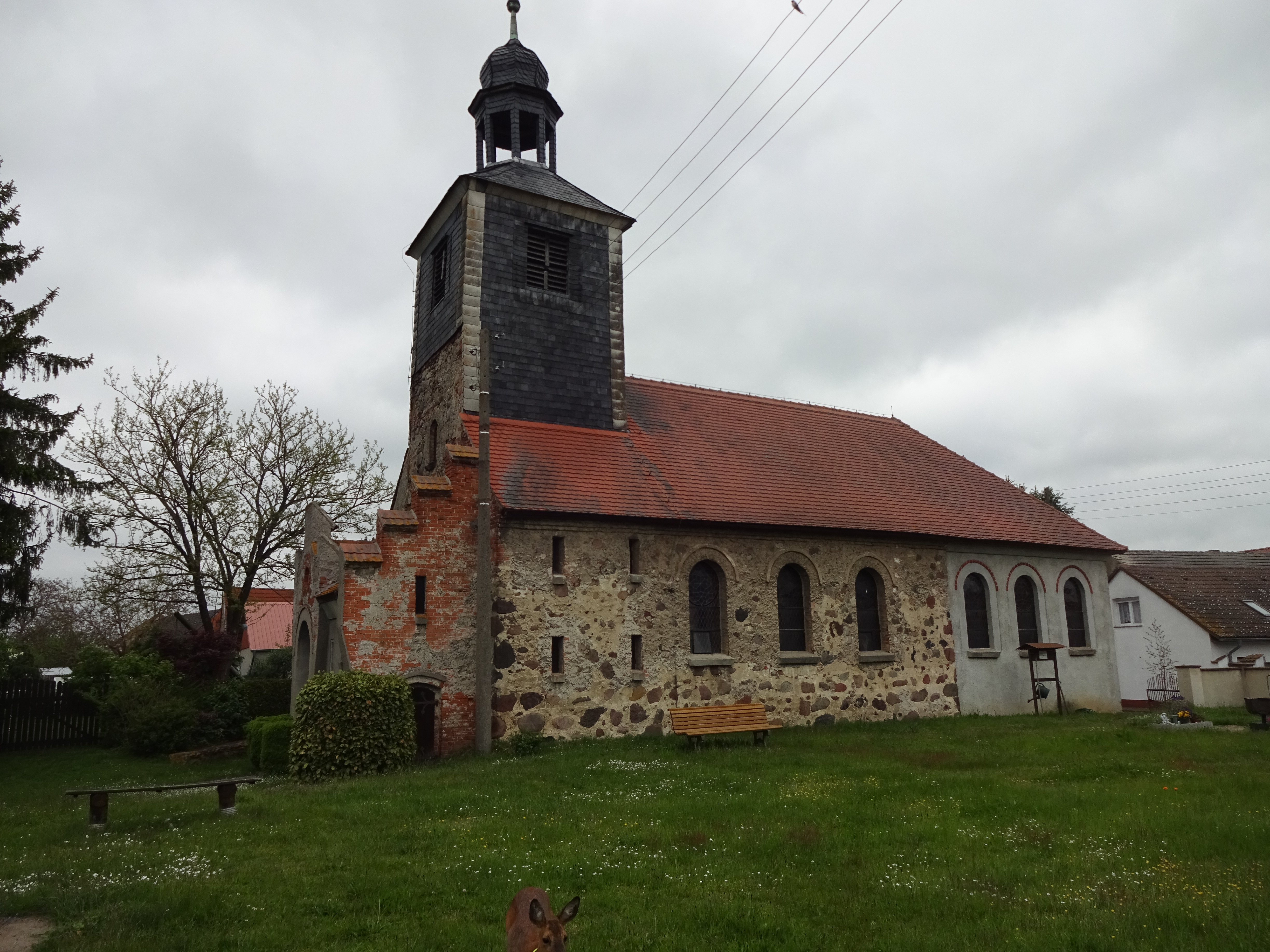
Dorpskerk te Lindstedterhorst
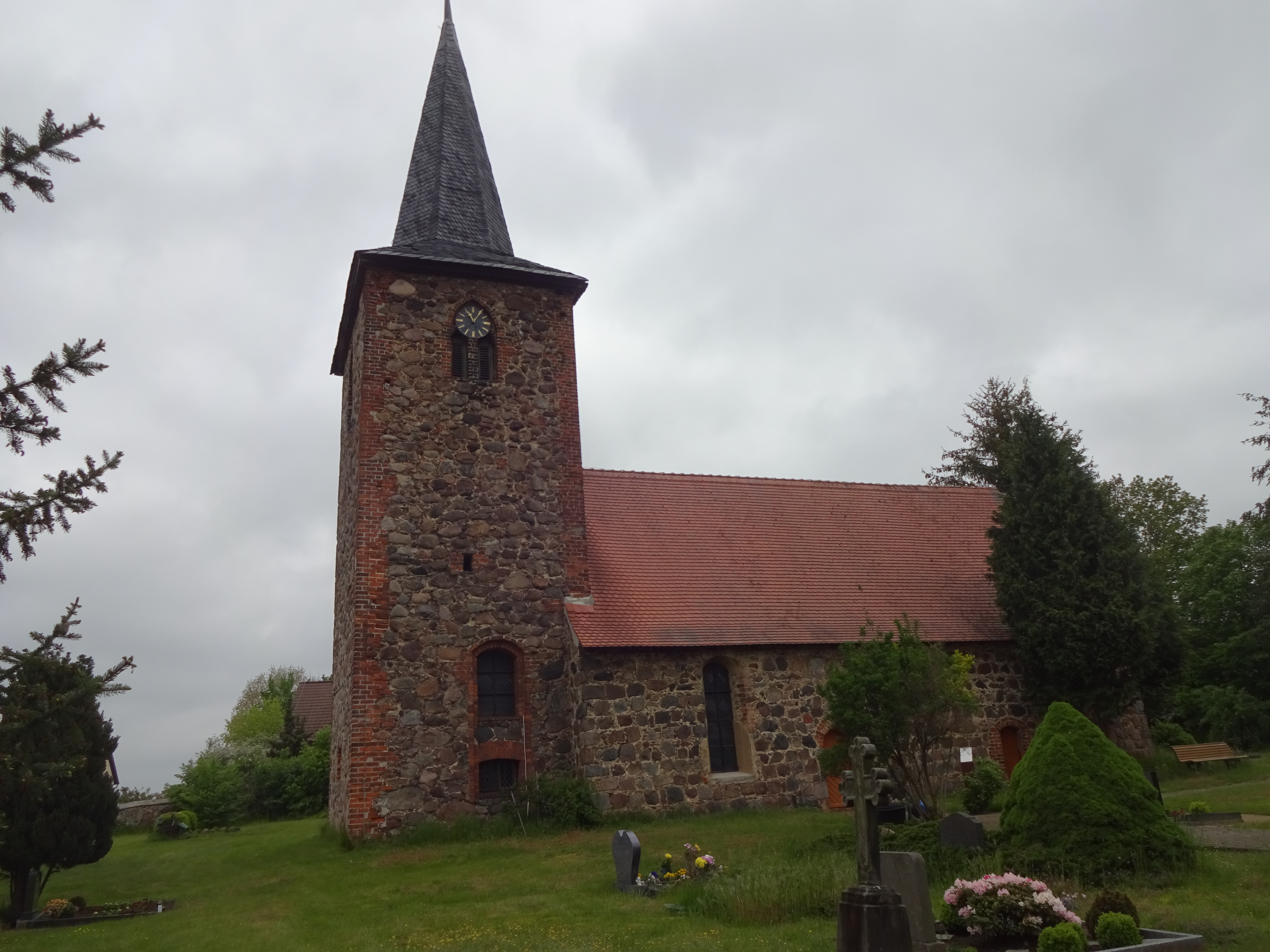
Dorpskerk te Lüffingen
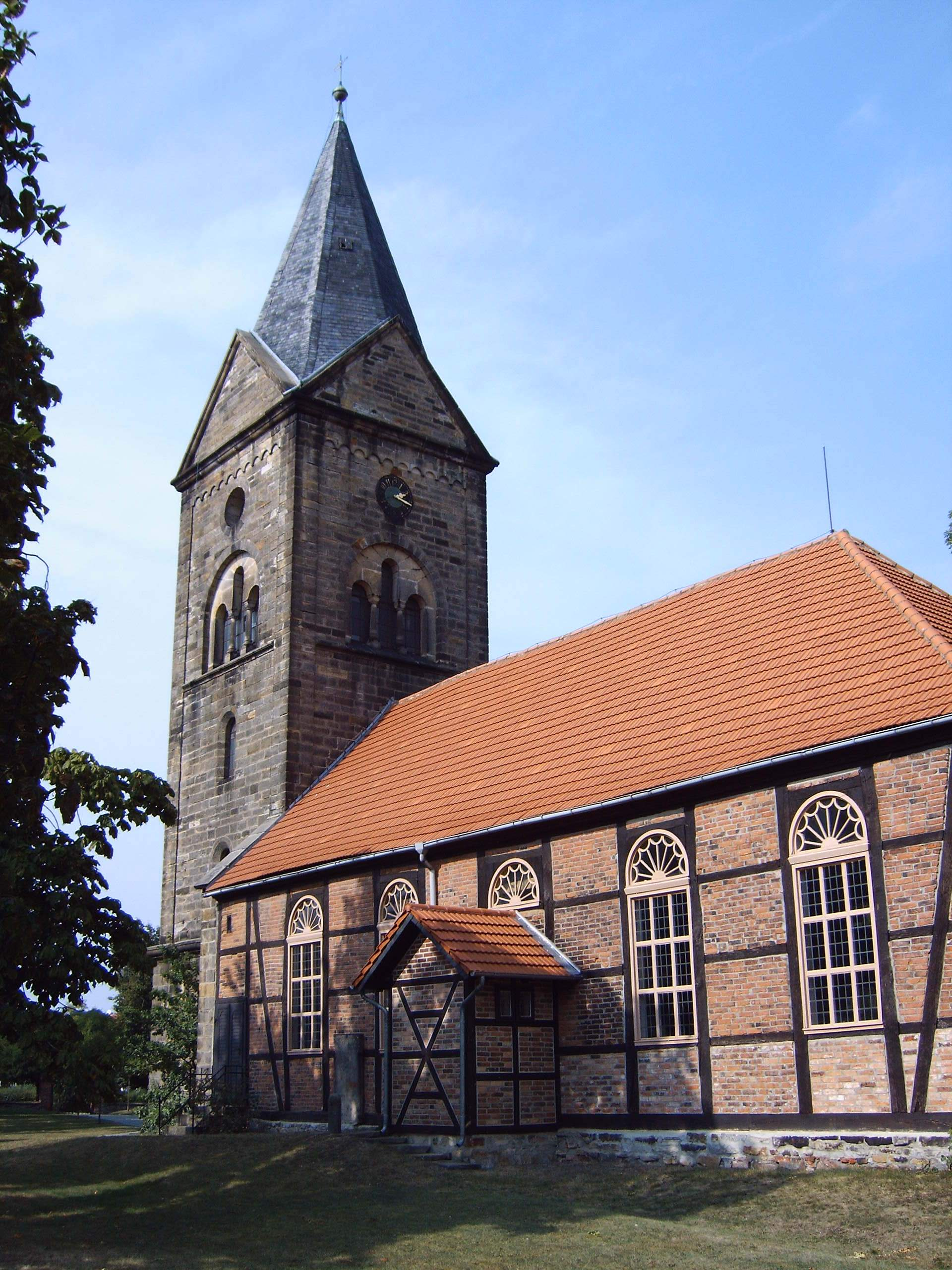
Dorpskerk te Mieste
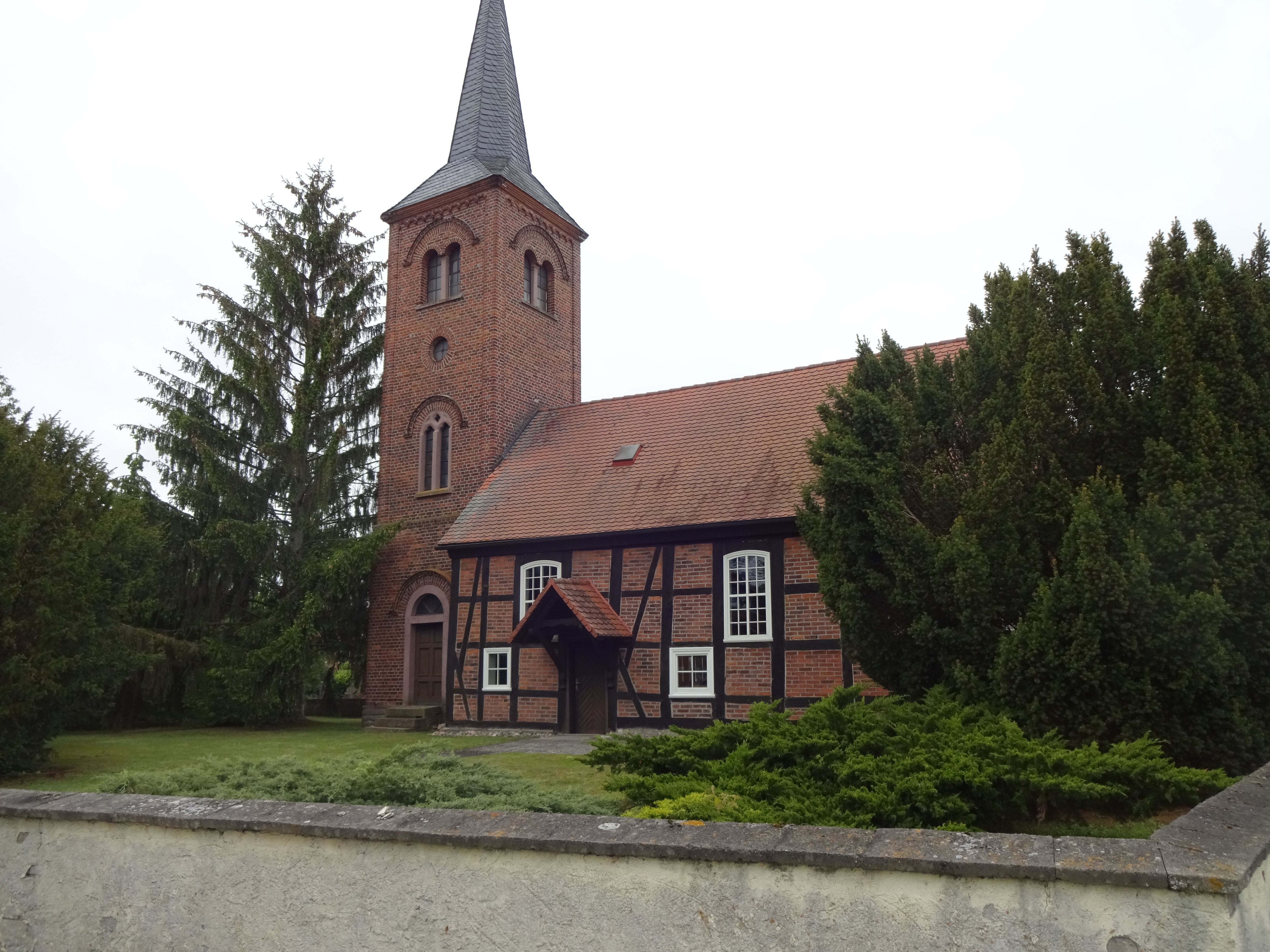
Dorpskerk te Peckfitz
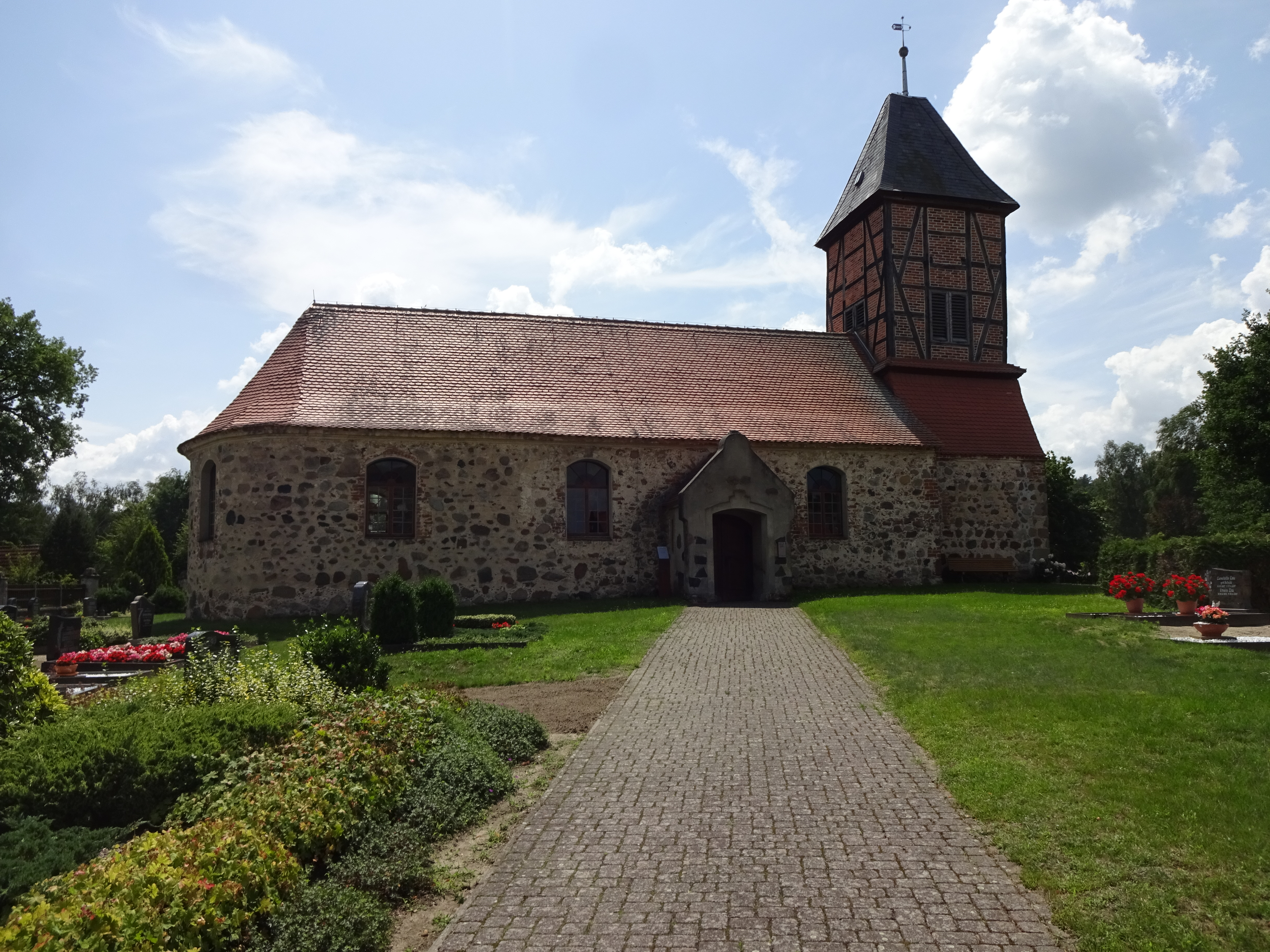
Dorpskerk te Seethen
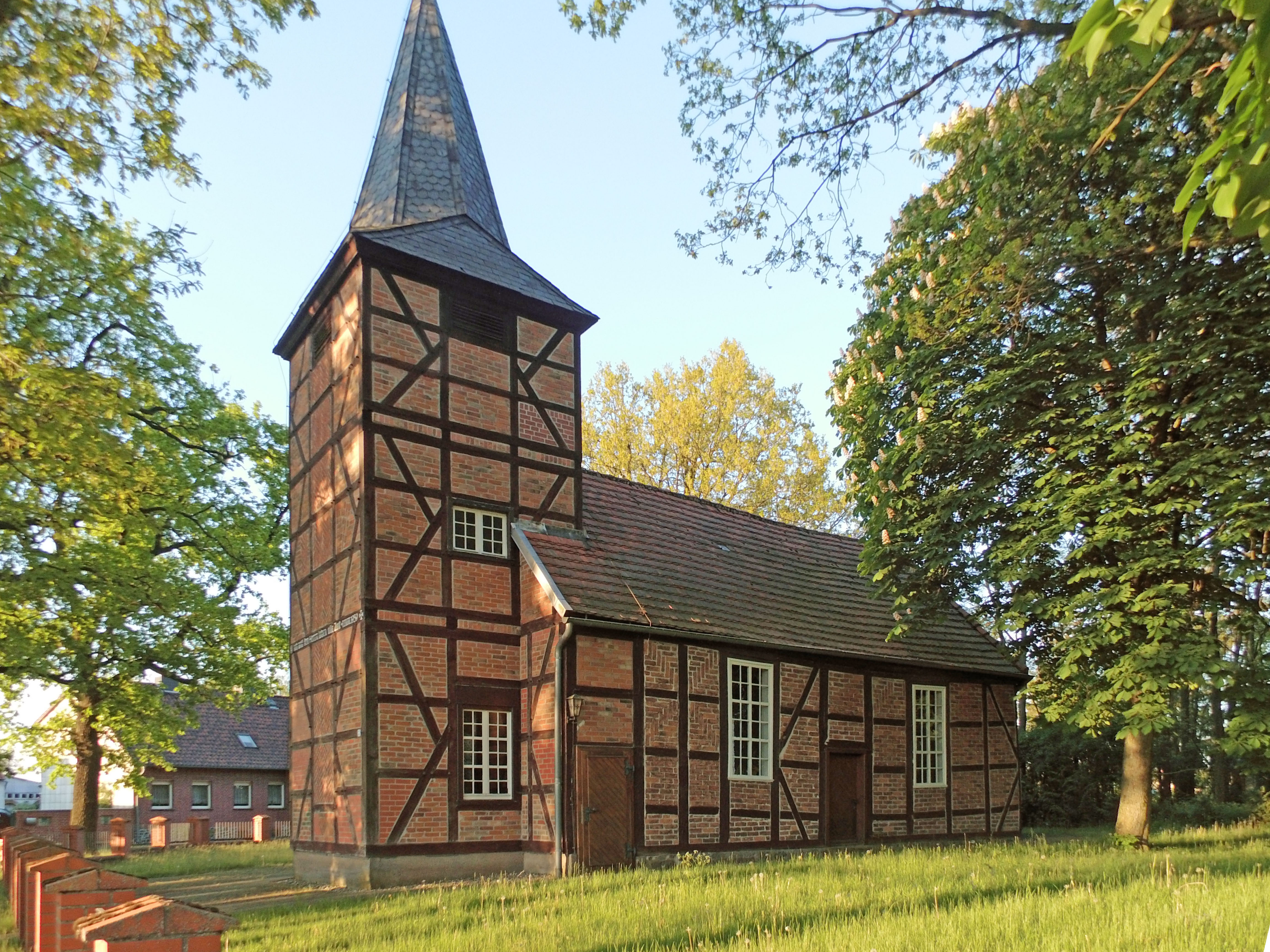
Dorpskerk te Sichau
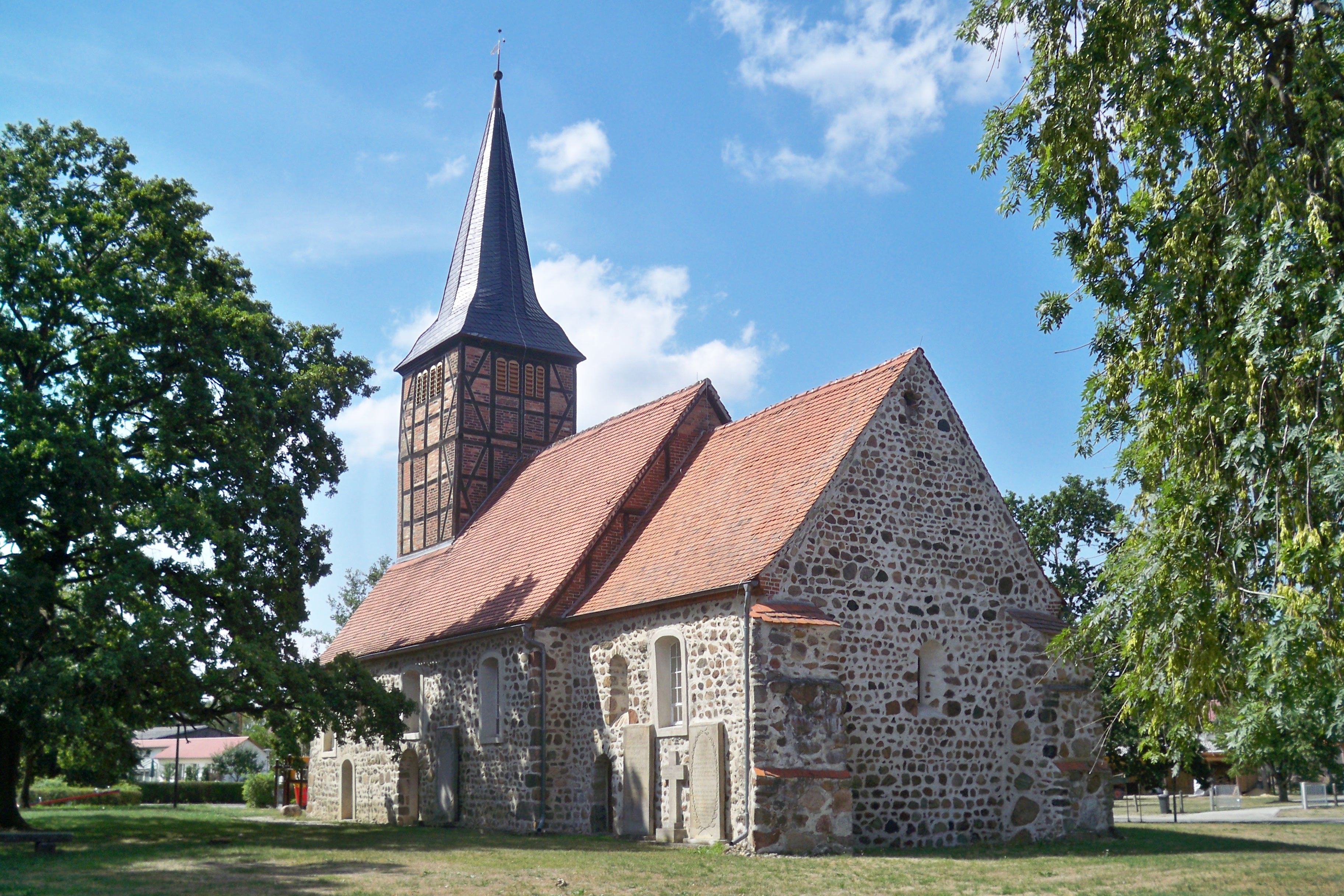
Dorpskerk te Solpke
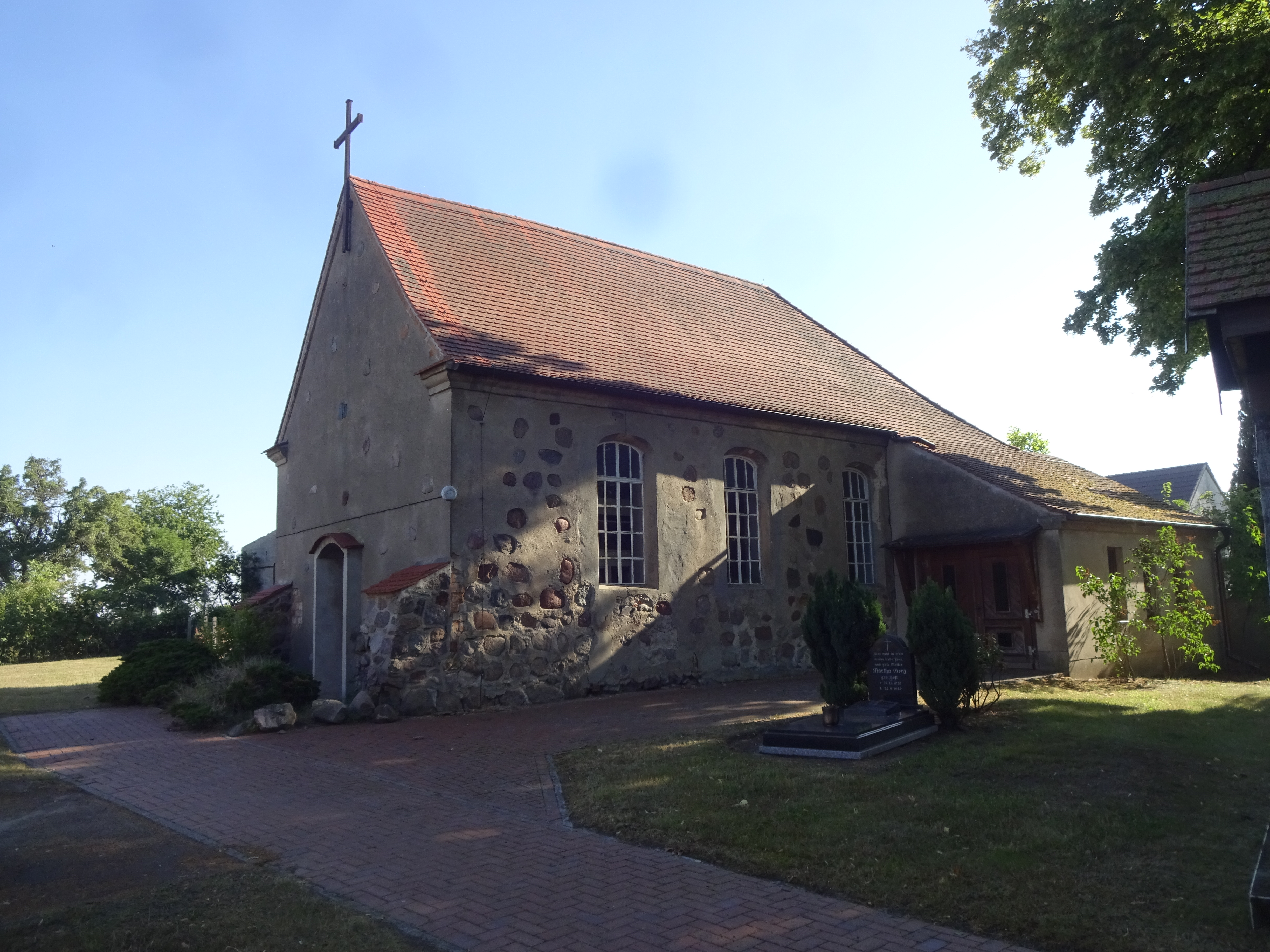
Dorpskerk te Trüstedt
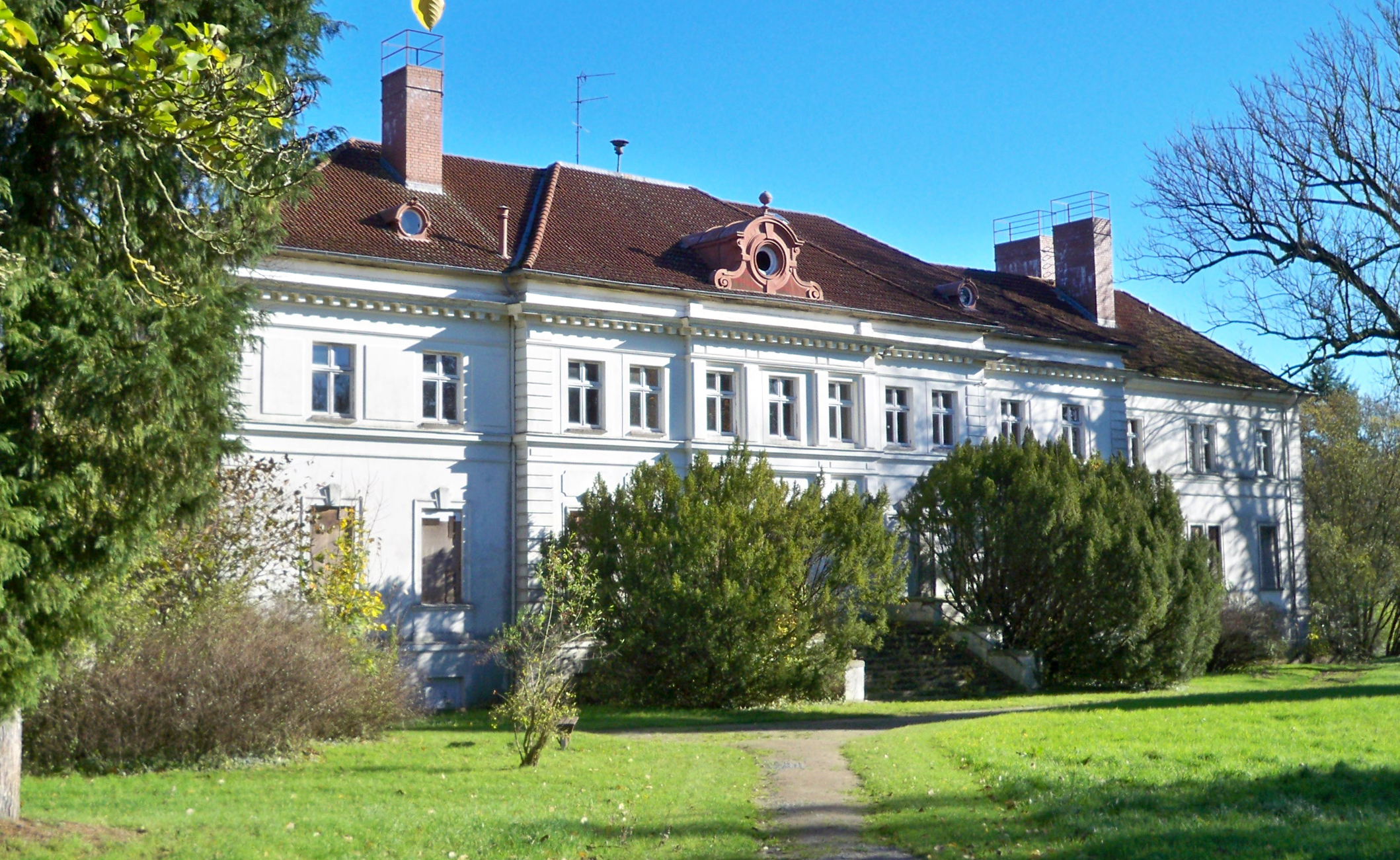
Landhuis te Weteritz
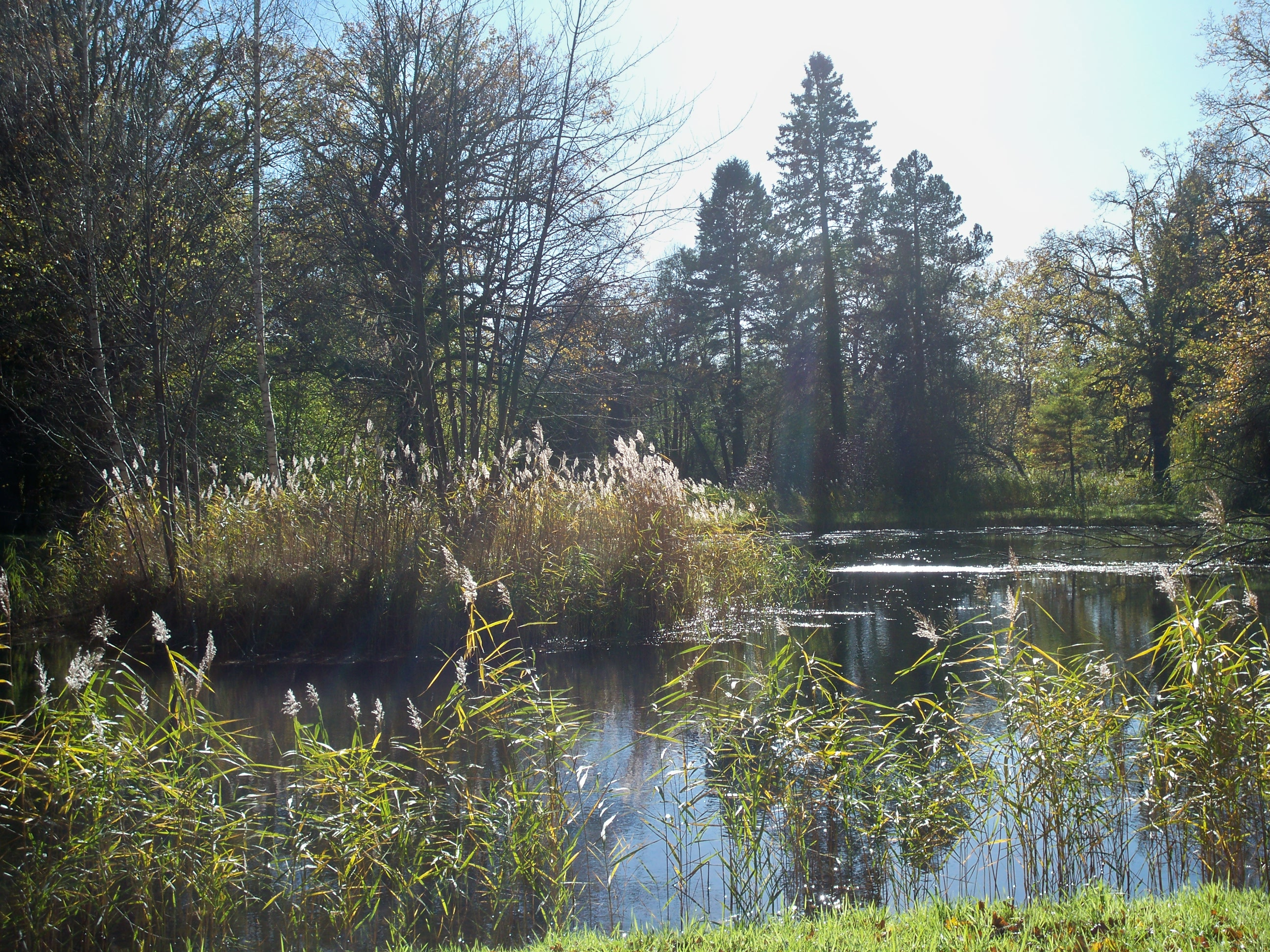
Park Weteritz
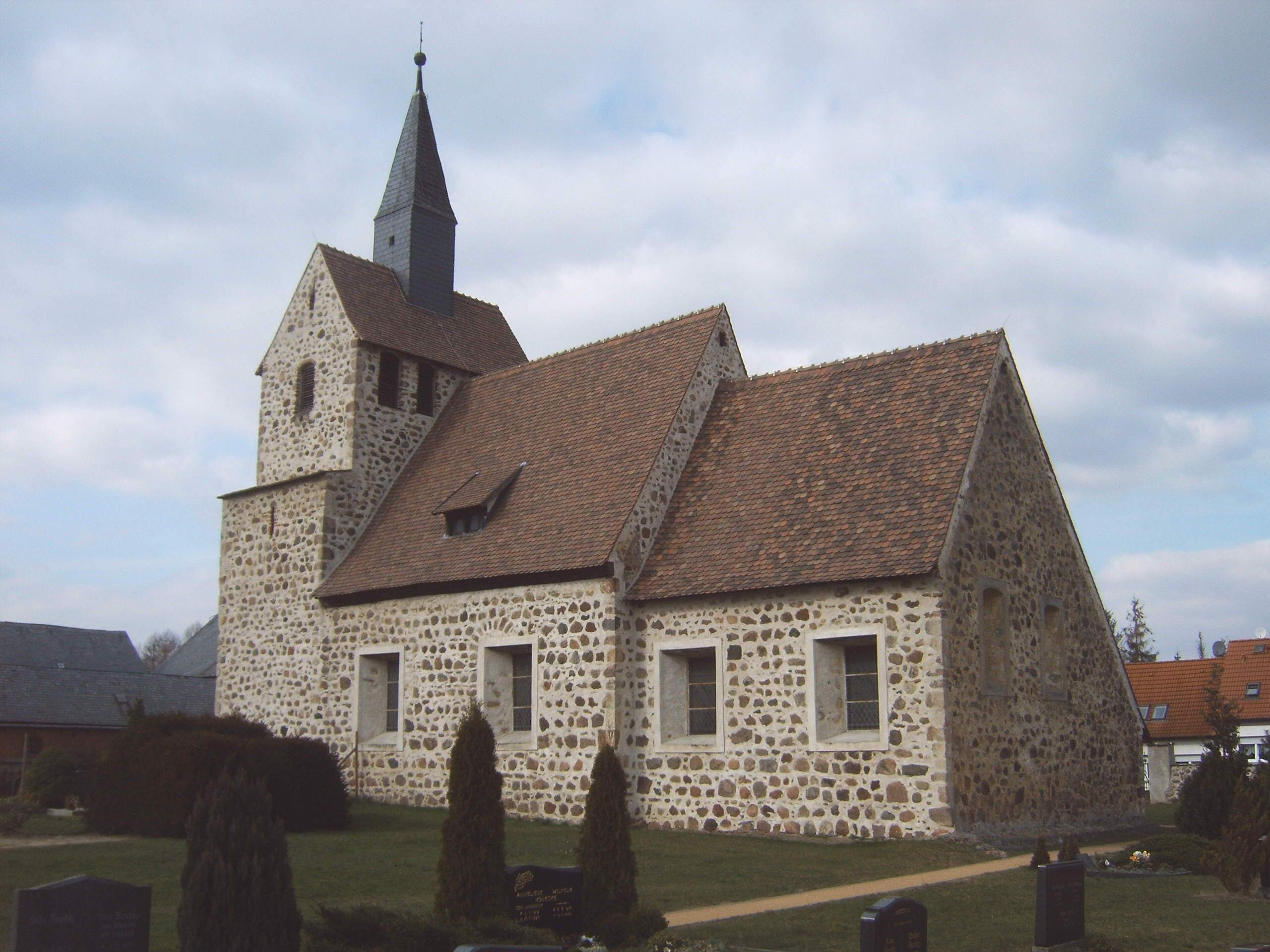
Dorpskerk te Wiepke
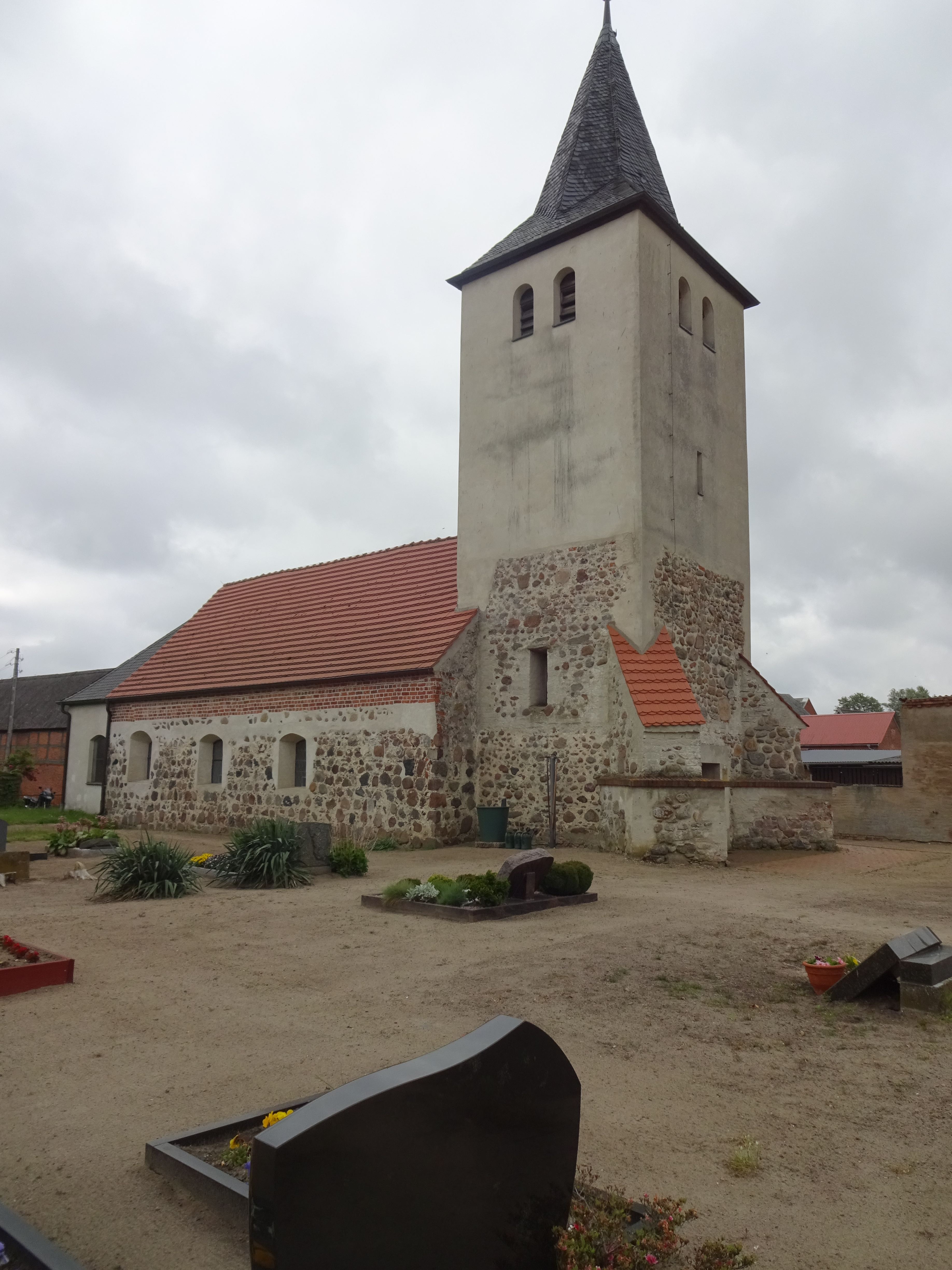
Dorpskerk te Wollenhagen

## Partne gemeentes
Gardelegen onderhoudt jumelages met:
- Gifhorn, Nedersaksen, Duitsland
- Waltrop, Noordrijn-Westfalen, Duitsland
- Darłowo, voor 1945: Rügenwalde, Polen

## Belangrijke personen in relatie tot de gemeente

### Geboren in Gardelegen
- Christoph August Tiedge (1752-1841), Duits dichter[10]. Naar Tiedge is in Gardelegen een straat genoemd.
- Otto Reutter (1871-1930), komiek en schrijver van meer dan duizend couplets[11], trad veel op te Berlijn, in de jaren-1920 vooral in de bekende Wintergarten. Naar hem is in Gardelegen een plein genoemd, en er staat te zijner ere ook een standbeeld.
- Christa Stubnick (geboren Seliger, later getrouwd met een zekere Fischer (1933-2021), atlete; in 1956, behaalde 2 x Olympisch zilver voor de DDR op de 100 en 200 meter; zij was ook een uitstekend verspringster
- Josefine Heinemann (1998), grootmeester in het schaken

### Overigen
- Van 1378 tot 1857 hebben vele leden van het adellijke geslacht Von Alvensleben in de stad gewoond, met name op kasteel Isenschnibbe.
- De broers Richard W. (1923–2009) later Amerikaans schrijver en ingenieur, mede-uitvinder van een verbeterd model kleuren-tv, en Helmut (Hal) Sonnenfeldt (1926–2012), later Amerikaans politicus en assistent van Henry Kissinger, groeiden op in een artsengezin met Joodse roots te Gardelegen.